# Campeonato Mundial de Baloncesto de 2010
El XVI Campeonato Mundial de Baloncesto tuvo lugar en Turquía desde el 28 de agosto hasta el 12 de septiembre de 2010 y compitieron 24 selecciones nacionales.
El certamen fue organizado por la FIBA, la Federación Turca de Baloncesto y el Comité organizador del campeonato de 2010.
La medalla de oro fue conquistada por Estados Unidos después de ganar en la final a Turquía. Estados Unidos obtuvo así su cuarto título mundial mientras que Turquía consiguió su primera medalla en un campeonato del mundo. Las selecciones de Lituania y Serbia disputaron el partido por la medalla de bronce, que fue finalmente para Lituania.

## Sedes
| Grupo       | Ciudad   | Pabellón                    | Capacidad | Imagen |
| ----------- | -------- | --------------------------- | --------- | ------ |
| A           | Kayseri  | Kayseri Arena               | 7200      |        |
| B           | Estambul | Abdi İpekçi Arena           | 12 500    |        |
| C           | Ankara   | Ankara Arena                | 10 400    |        |
| D           | Esmirna  | İzmir Halkapınar Sport Hall | 10 000    |        |
| Ronda final | Estambul | Sinan Erdem Dome            | 16 000    |        |

## Clasificados

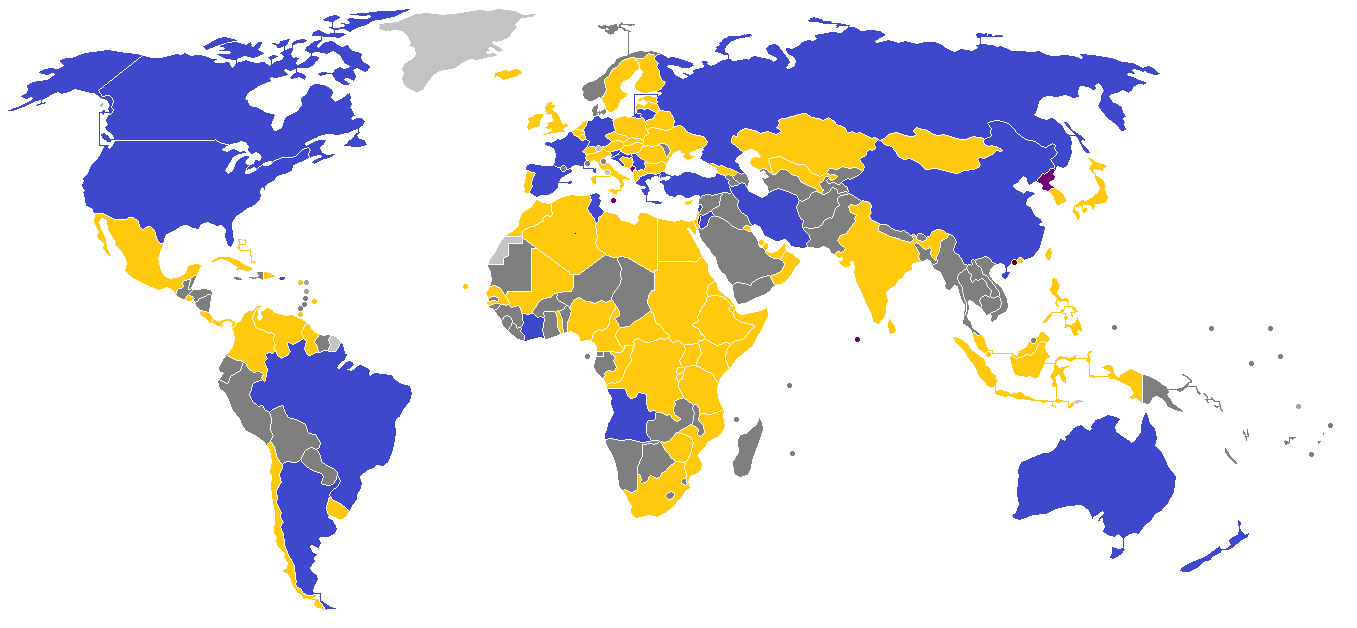
Azul: Clasificados para el Mundial 2010. Amarillo: No superaron la etapa de clasificación. Gris oscuro y morado: No estuvieron en la etapa de clasificación.

Además de Turquía, clasificada automáticamente como organizadora del torneo y EE. UU., como campeona de los Juegos Olímpicos de Pekín 2008, los 22 equipos restantes se clasificaron mediante torneos continentales, así como por invitación o "wild card" de la FIBA.
Clasificados para el torneo:
| Equipo          | Clasificación                                       | Fecha de clasificación   | Apariciones previas                                                                     |
| --------------- | --------------------------------------------------- | ------------------------ | --------------------------------------------------------------------------------------- |
| Turquía         | Anfitrión                                           | 12 de mayo de 2004       | 2 (2002, 2006)                                                                          |
| Estados Unidos  | Campeón JJ.OO Pekín 2008                            | 24 de agosto de 2008     | 15 (todas las ediciones)                                                                |
| Angola          | Campeón de África                                   | 14 de agosto de 2009     | 5 (1986, 1990, 1994, 2002, 2006)                                                        |
| Costa de Marfil | Subcampeón de África                                | 14 de agosto de 2009     | 2 (1982, 1986)                                                                          |
| Túnez           | Medalla de bronce de África                         | 15 de agosto de 2009     | Debutante                                                                               |
| Irán            | Campeón de Asia                                     | 15 de agosto de 2009     | Debutante                                                                               |
| China           | Subcampeón de Asia                                  | 15 de agosto de 2009     | 7 (1978, 1982, 1986, 1990, 1994, 2002, 2006)                                            |
| Jordania        | Medalla de bronce de Asia                           | 16 de agosto de 2009     | Debutante                                                                               |
| Nueva Zelanda   | Campeón de Oceanía                                  | 25 de agosto de 2009     | 3 (1986, 2002, 2006)                                                                    |
| Australia       | Subcampeón de Oceanía                               | 25 de agosto de 2009     | 9 (1970, 1974, 1978, 1982, 1986, 1990, 1994, 1998, 2006)                                |
| Brasil          | Campeón Campeonato FIBA Américas 2009               | 2 de septiembre de 2009  | 15 (todos los torneos)                                                                  |
| Puerto Rico     | Subcampeón Campeonato FIBA Américas 2009            | 2 de septiembre de 2009  | 11 (1959, 1963, 1967, 1974, 1978, 1986, 1990, 1994, 1998, 2002, 2006)                   |
| Argentina       | Bronce Campeonato FIBA Américas 2009                | 2 de septiembre de 2009  | 11 (1950, 1959, 1963, 1967, 1974, 1986, 1990, 1994, 1998, 2002, 2006)                   |
| Canadá          | 4.º Campeonato FIBA Américas 2009                   | 2 de septiembre de 2009  | 12 (1954, 1959, 1963, 1970, 1974, 1978, 1982, 1986, 1990, 1994, 1998, 2002)             |
| España          | Campeón EuroBasket 2009, vigente campeón del torneo | 17 de septiembre de 2009 | 9 (1950, 1974, 1982, 1986, 1990, 1994, 1998, 2002, 2006)                                |
| Serbia          | Subcampeón EuroBasket 2009                          | 17 de septiembre de 2009 | 14 (1950, 1954, 1963, 1967, 1970, 1974, 1978, 1982, 1986, 1990, 1998, 2002, 2006, 2010) |
| Grecia          | Bronce EuroBasket 2009                              | 18 de septiembre de 2009 | 5 (1986, 1990, 1994, 1998, 2006)                                                        |
| Eslovenia       | 4.º EuroBasket 2009                                 | 18 de septiembre de 2009 | 1 (2006)                                                                                |
| Francia         | 5.º EuroBasket 2009                                 | 19 de septiembre de 2009 | 5 (1950, 1954, 1963, 1986, 2006)                                                        |
| Croacia         | 6.º EuroBasket 2009                                 | 19 de septiembre de 2009 | 1 (1994)                                                                                |
| Lituania        | Tarjeta de invitación                               | 12 de diciembre de 2009  | 2 (1998, 2006)                                                                          |
| Rusia           | Tarjeta de invitación                               | 12 de diciembre de 2009  | 12 (1959, 1963, 1967, 1970, 1974, 1978, 1982, 1986, 1990, 1994, 1998, 2002)             |
| Alemania        | Tarjeta de invitación                               | 12 de diciembre de 2009  | 4 (1986, 1994, 2002,2006)                                                               |
| Líbano          | Tarjeta de invitación                               | 12 de diciembre de 2009  | 2 (2002, 2006)                                                                          |

## Formato de competición
En la primera fase, las 24 naciones participantes se dividieron en 4 grupos (denominados con letras de la A a la D) de 6 equipos donde jugaron todos contra todos. Una vez concluidas las cinco jornadas de partidos, los cuatro primeros equipos de cada grupo avanzaron a la siguiente fase, mientras que los últimos dos quedaron eliminados.
En la segunda fase los 16 equipos clasificados se organizaron en octavos de final. La disposición de los equipos se realizó de la siguiente manera: el 1.º clasificado del grupo A se enfrentó al 4.º del grupo B, el 2.º del A con el 3.º del B y así sucesivamente. Los mismos cruces se dieron entre el grupo C y D. En esta fase se jugó a un único partido de eliminación directa hasta quedar dos equipos que disputaron la final para determinar al campeón y subcampeón del mundo. Los equipos eliminados en semifinales se enfrentaron también para dirimir el 3.º puesto y los cuatro eliminados en cuartos de final hicieron lo propio con los puestos del 5.º al 8.º.

## Grupos
| Grupo A   | Grupo B        | Grupo C         | Grupo D       |
| --------- | -------------- | --------------- | ------------- |
| Argentina | Estados Unidos | Grecia          | España        |
| Serbia    | Eslovenia      | Turquía         | Francia       |
| Australia | Brasil         | Puerto Rico     | Canadá        |
| Alemania  | Croacia        | Rusia           | Lituania      |
| Angola    | Irán           | China           | Nueva Zelanda |
| Jordania  | Túnez          | Costa de Marfil | Líbano        |

## Árbitros
La FIBA designó un total de 40 árbitros para llevar a cabo la tarea de dirigir los partidos del campeonato:
| - Abaakil, Samir - Ankaralı, Recep - Arteaga, Juan - Avanessian, Heros - Aylen, Michael - Belosevic, Ilija - Biricik, Murat - Brazauskas, Romualdas - Butler, Scott Jason - Carrión, José Aníbal | - Cerebuch, Guerrino - Chambon, David - Christodoulou, Christos - Dozai, Srdan - Egho, Marwan - Estévez, Pablo Alberto - Fernández, Juan José - Fornies Benito, Marcos - Gode, Vitalis Odhiambo - Hirahara, Yuji | - Jordan, Anthony Dewayne - Jovcic, Milivoje - Julio, Carlos José - Jungebrand, Carl - Kennedy, William Gene - Lamonica, Luigi - Latisevs, Olegs - Maranho, Cristiano Jesus - Martín, José - Melgarejo Pinto, José Hernán | - Mercedes Sánchez, Reynaldo Antonio - Pukl, Sasa - Qiao, Longsheng - Rocha, Fernando - Ryzhyk, Borys - Sánchez, Héctor - Seibel, Stephen - Vazquez, Jorge - Viator, Eddie - Zamojski, Jakub |

## Fase preliminar
Todos los horarios corresponden a la hora de Turquía (UTC+3).

### Grupo A
|   | Equipo    | Pts | PG | PP | PF  | PC  | Dif |
| - | --------- | --- | -- | -- | --- | --- | --- |
| 1 | Serbia    | 9   | 4  | 1  | 465 | 356 | 109 |
| 2 | Argentina | 9   | 4  | 1  | 413 | 379 | 34  |
| 3 | Australia | 8   | 3  | 2  | 381 | 341 | 40  |
| 4 | Angola    | 7   | 2  | 3  | 340 | 414 | −74 |
| 5 | Alemania  | 7   | 2  | 3  | 378 | 402 | −24 |
| 6 | Jordania  | 5   | 0  | 5  | 361 | 446 | −85 |

#### Fecha 1
| 28 de agosto, 16:30                   | Australia                             | 76 - 75                               | Jordania                                                                              |  |
| Reporte                               |                                       |                                       |                                                                                       |  |
| Parciales: 12-18, 20-21, 24-16, 20-20 | Parciales: 12-18, 20-21, 24-16, 20-20 | Parciales: 12-18, 20-21, 24-16, 20-20 | Kayseri Arena, Kayseri Árbitro(s): Carrión, José Aníbal Biricik, Murat Abaakil, Samir |  |
| Marić 23                              | Pts                                   | 20 Abbas                              | Kayseri Arena, Kayseri Árbitro(s): Carrión, José Aníbal Biricik, Murat Abaakil, Samir |  |
| Andersen 9                            | Rebs                                  | 10 Abbas                              | Kayseri Arena, Kayseri Árbitro(s): Carrión, José Aníbal Biricik, Murat Abaakil, Samir |  |
| Andersen 4                            | Asists                                | 9 Daghles                             | Kayseri Arena, Kayseri Árbitro(s): Carrión, José Aníbal Biricik, Murat Abaakil, Samir |  |

| 28 de agosto, 19:00                     | Angola                              | 44 - 94                             | Serbia                                                                                  |  |
| Reporte                                 |                                     |                                     |                                                                                         |  |
| Parciales: 9-25, 9-18, 14-34, 12-17     | Parciales: 9-25, 9-18, 14-34, 12-17 | Parciales: 9-25, 9-18, 14-34, 12-17 | Kayseri Arena, Kayseri Árbitro(s): Arteaga, Juan Qiao, Longsheng Fornies Benito, Marcos |  |
| Cipriano 10                             | Pts                                 | 22 Rašić                            | Kayseri Arena, Kayseri Árbitro(s): Arteaga, Juan Qiao, Longsheng Fornies Benito, Marcos |  |
| Ambrosio 7                              | Rebs                                | 8 Kešelj                            | Kayseri Arena, Kayseri Árbitro(s): Arteaga, Juan Qiao, Longsheng Fornies Benito, Marcos |  |
| Almeida 1 Cipriano Gomes Lutonda Mingas | Asists                              | 7 Veličković                        | Kayseri Arena, Kayseri Árbitro(s): Arteaga, Juan Qiao, Longsheng Fornies Benito, Marcos |  |

| 28 de agosto, 21:30                   | Alemania                              | 74 - 78                               | Argentina                                                                              |  |
| Reporte                               |                                       |                                       |                                                                                        |  |
| Parciales: 18-23, 24-16, 12-26, 20-13 | Parciales: 18-23, 24-16, 12-26, 20-13 | Parciales: 18-23, 24-16, 12-26, 20-13 | Kayseri Arena, Kayseri Árbitro(s): Kennedy, William Gene Viator, Eddie Latisevs, Olegs |  |
| Greene 20                             | Pts                                   | 27 Delfino                            | Kayseri Arena, Kayseri Árbitro(s): Kennedy, William Gene Viator, Eddie Latisevs, Olegs |  |
| Jagla 10                              | Rebs                                  | 8 Delfino                             | Kayseri Arena, Kayseri Árbitro(s): Kennedy, William Gene Viator, Eddie Latisevs, Olegs |  |
| Hamann 5                              | Asists                                | 5 Prigioni                            | Kayseri Arena, Kayseri Árbitro(s): Kennedy, William Gene Viator, Eddie Latisevs, Olegs |  |

#### Fecha 2
| 29 de agosto, 16:30                   | Jordania                              | 65 - 79                               | Angola                                                                                 |  |
| Reporte                               |                                       |                                       |                                                                                        |  |
| Parciales: 17-16, 18-13, 12-17, 18-33 | Parciales: 17-16, 18-13, 12-17, 18-33 | Parciales: 17-16, 18-13, 12-17, 18-33 | Kayseri Arena, Kayseri Árbitro(s): Kennedy, William Gene Viator, Eddie Latisevs, Olegs |  |
| Wright 18                             | Pts                                   | 16 Lutonda                            | Kayseri Arena, Kayseri Árbitro(s): Kennedy, William Gene Viator, Eddie Latisevs, Olegs |  |
| Abbas 11                              | Rebs                                  | 6 Almeida Ambrosio Gomes              | Kayseri Arena, Kayseri Árbitro(s): Kennedy, William Gene Viator, Eddie Latisevs, Olegs |  |
| Daghles 5                             | Asists                                | 3 Almeida Ambrosio Cipriano           | Kayseri Arena, Kayseri Árbitro(s): Kennedy, William Gene Viator, Eddie Latisevs, Olegs |  |

| 29 de agosto, 19:00                                 | Serbia                                              | 81 - 82                                             | Alemania                                                                                      |  |
| Reporte                                             |                                                     |                                                     |                                                                                               |  |
| Parciales: 17-14, 18-23, 19-19, 15-13; TE: 4-4, 8-9 | Parciales: 17-14, 18-23, 19-19, 15-13; TE: 4-4, 8-9 | Parciales: 17-14, 18-23, 19-19, 15-13; TE: 4-4, 8-9 | Kayseri Arena, Kayseri Árbitro(s): Carrión, José Aníbal Fornies Benito, Marcos Abaakil, Samir |  |
| Perović 20                                          | Pts                                                 | 22 Jagla                                            | Kayseri Arena, Kayseri Árbitro(s): Carrión, José Aníbal Fornies Benito, Marcos Abaakil, Samir |  |
| Veličković 9                                        | Rebs                                                | 9 Jagla                                             | Kayseri Arena, Kayseri Árbitro(s): Carrión, José Aníbal Fornies Benito, Marcos Abaakil, Samir |  |
| Marković 7                                          | Asists                                              | 4 Jagla                                             | Kayseri Arena, Kayseri Árbitro(s): Carrión, José Aníbal Fornies Benito, Marcos Abaakil, Samir |  |

| 29 de agosto, 21:30                   | Argentina                             | 74 - 72                               | Australia                                                                           |  |
| Reporte                               |                                       |                                       |                                                                                     |  |
| Parciales: 20-25, 13-14, 19-17, 22-16 | Parciales: 20-25, 13-14, 19-17, 22-16 | Parciales: 20-25, 13-14, 19-17, 22-16 | Kayseri Arena, Kayseri Árbitro(s): Arteaga, Juan Cerebuch, Guerrino Qiao, Longsheng |  |
| Scola 31                              | Pts                                   | 22 Inglés                             | Kayseri Arena, Kayseri Árbitro(s): Arteaga, Juan Cerebuch, Guerrino Qiao, Longsheng |  |
| Jasen 10                              | Rebs                                  | 10 Nielsen                            | Kayseri Arena, Kayseri Árbitro(s): Arteaga, Juan Cerebuch, Guerrino Qiao, Longsheng |  |
| Prigioni 7                            | Asists                                | 5 Mills                               | Kayseri Arena, Kayseri Árbitro(s): Arteaga, Juan Cerebuch, Guerrino Qiao, Longsheng |  |

#### Fecha 3
| 30 de agosto, 16:30                   | Jordania                              | 69 - 112                              | Serbia                                                                              |  |
| Reporte                               |                                       |                                       |                                                                                     |  |
| Parciales: 20-33, 17-24, 11-26, 21-29 | Parciales: 20-33, 17-24, 11-26, 21-29 | Parciales: 20-33, 17-24, 11-26, 21-29 | Kayseri Arena, Kayseri Árbitro(s): Cerebuch, Guerrino Viator, Eddie Qiao, Longsheng |  |
| Daghles 19                            | Pts                                   | 21 Kešelj Savanović                   | Kayseri Arena, Kayseri Árbitro(s): Cerebuch, Guerrino Viator, Eddie Qiao, Longsheng |  |
| Adais 7                               | Rebs                                  | 7 Teodosić                            | Kayseri Arena, Kayseri Árbitro(s): Cerebuch, Guerrino Viator, Eddie Qiao, Longsheng |  |
| Daghles 4                             | Asists                                | 8 Rašić                               | Kayseri Arena, Kayseri Árbitro(s): Cerebuch, Guerrino Viator, Eddie Qiao, Longsheng |  |

| 30 de agosto, 19:00                  | Australia                            | 78 - 43                              | Alemania                                                                              |  |
| Reporte                              |                                      |                                      |                                                                                       |  |
| Parciales: 19-7, 19-13, 24-11, 16-12 | Parciales: 19-7, 19-13, 24-11, 16-12 | Parciales: 19-7, 19-13, 24-11, 16-12 | Kayseri Arena, Kayseri Árbitro(s): Kennedy, William Gene Arteaga, Juan Biricik, Murat |  |
| Mills 16                             | Pts                                  | 11 Benzing                           | Kayseri Arena, Kayseri Árbitro(s): Kennedy, William Gene Arteaga, Juan Biricik, Murat |  |
| Andersen 8                           | Rebs                                 | 7 Pleiß                              | Kayseri Arena, Kayseri Árbitro(s): Kennedy, William Gene Arteaga, Juan Biricik, Murat |  |
| Mills 7                              | Asists                               | 3 Schaffartzik                       | Kayseri Arena, Kayseri Árbitro(s): Kennedy, William Gene Arteaga, Juan Biricik, Murat |  |

| 30 de agosto, 21:30                   | Angola                                | 70 - 91                               | Argentina                                                                                     |  |
| Reporte                               |                                       |                                       |                                                                                               |  |
| Parciales: 20-23, 12-22, 27-19, 11-27 | Parciales: 20-23, 12-22, 27-19, 11-27 | Parciales: 20-23, 12-22, 27-19, 11-27 | Kayseri Arena, Kayseri Árbitro(s): Carrión, José Aníbal Abaakil, Samir Fornies Benito, Marcos |  |
| Gomes 16                              | Pts                                   | 32 Scola                              | Kayseri Arena, Kayseri Árbitro(s): Carrión, José Aníbal Abaakil, Samir Fornies Benito, Marcos |  |
| Gomes 7                               | Rebs                                  | 8 Scola                               | Kayseri Arena, Kayseri Árbitro(s): Carrión, José Aníbal Abaakil, Samir Fornies Benito, Marcos |  |
| Gomes 5                               | Asists                                | 4 Delfino Jasen                       | Kayseri Arena, Kayseri Árbitro(s): Carrión, José Aníbal Abaakil, Samir Fornies Benito, Marcos |  |

#### Fecha 4
| 1 de septiembre, 16:30                | Serbia                                | 94 - 79                               | Australia                                                                                   |  |
| Reporte                               |                                       |                                       |                                                                                             |  |
| Parciales: 16-12, 27-25, 26-24, 25-18 | Parciales: 16-12, 27-25, 26-24, 25-18 | Parciales: 16-12, 27-25, 26-24, 25-18 | Kayseri Arena, Kayseri Árbitro(s): Carrión, José Aníbal Kennedy, William Gene Viator, Eddie |  |
| Teodosić 19                           | Pts                                   | 13 Newley                             | Kayseri Arena, Kayseri Árbitro(s): Carrión, José Aníbal Kennedy, William Gene Viator, Eddie |  |
| Krstić 10                             | Rebs                                  | 7 Andersen                            | Kayseri Arena, Kayseri Árbitro(s): Carrión, José Aníbal Kennedy, William Gene Viator, Eddie |  |
| Teodosić 3                            | Asists                                | 6 Mills                               | Kayseri Arena, Kayseri Árbitro(s): Carrión, José Aníbal Kennedy, William Gene Viator, Eddie |  |

| 1 de septiembre, 19:00                           | Alemania                                         | 88 - 92                                          | Angola                                                                             |  |
| Reporte                                          |                                                  |                                                  |                                                                                    |  |
| Parciales: 19-19, 16-21, 19-18, 24-20; TE: 10-14 | Parciales: 19-19, 16-21, 19-18, 24-20; TE: 10-14 | Parciales: 19-19, 16-21, 19-18, 24-20; TE: 10-14 | Kayseri Arena, Kayseri Árbitro(s): Cerebuch, Guerrino Arteaga, Juan Abaakil, Samir |  |
| Jagla 23                                         | Pts                                              | 30 Cipriano                                      | Kayseri Arena, Kayseri Árbitro(s): Cerebuch, Guerrino Arteaga, Juan Abaakil, Samir |  |
| Schaffartzik 7                                   | Rebs                                             | 14 Gomes                                         | Kayseri Arena, Kayseri Árbitro(s): Cerebuch, Guerrino Arteaga, Juan Abaakil, Samir |  |
| Hamann 5                                         | Asists                                           | 3 Almeida Morais                                 | Kayseri Arena, Kayseri Árbitro(s): Cerebuch, Guerrino Arteaga, Juan Abaakil, Samir |  |

| 1 de septiembre, 21:30                | Argentina                             | 88 - 79                               | Jordania                                                                                 |  |
| Reporte                               |                                       |                                       |                                                                                          |  |
| Parciales: 35-19, 14-18, 12-18, 27-24 | Parciales: 35-19, 14-18, 12-18, 27-24 | Parciales: 35-19, 14-18, 12-18, 27-24 | Kayseri Arena, Kayseri Árbitro(s): Biricik, Murat Fornies Benito, Marcos Latisevs, Olegs |  |
| Scola 30                              | Pts                                   | 22 Wright                             | Kayseri Arena, Kayseri Árbitro(s): Biricik, Murat Fornies Benito, Marcos Latisevs, Olegs |  |
| Scola 13                              | Rebs                                  | 10 Abbas                              | Kayseri Arena, Kayseri Árbitro(s): Biricik, Murat Fornies Benito, Marcos Latisevs, Olegs |  |
| Prigioni 9                            | Asists                                | 4 Daghles                             | Kayseri Arena, Kayseri Árbitro(s): Biricik, Murat Fornies Benito, Marcos Latisevs, Olegs |  |

#### Fecha 5
| 2 de septiembre, 16:30               | Angola                               | 55 - 76                              | Australia                                                                                |  |
| Reporte                              |                                      |                                      |                                                                                          |  |
| Parciales: 18-15, 11-24, 9-21, 17-16 | Parciales: 18-15, 11-24, 9-21, 17-16 | Parciales: 18-15, 11-24, 9-21, 17-16 | Kayseri Arena, Kayseri Árbitro(s): Fornies Benito, Marcos Latisevs, Olegs Abaakil, Samir |  |
| Lutonda 9 Jerónimo                   | Pts                                  | 11 Mills                             | Kayseri Arena, Kayseri Árbitro(s): Fornies Benito, Marcos Latisevs, Olegs Abaakil, Samir |  |
| Mingas 5 Gomes                       | Rebs                                 | 7 Nielsen                            | Kayseri Arena, Kayseri Árbitro(s): Fornies Benito, Marcos Latisevs, Olegs Abaakil, Samir |  |
| Bonifacio 3                          | Asists                               | 6 Nielsen Newley                     | Kayseri Arena, Kayseri Árbitro(s): Fornies Benito, Marcos Latisevs, Olegs Abaakil, Samir |  |

| 2 de septiembre, 19:00                | Argentina                             | 82 - 84                               | Serbia                                                                                |  |
| Reporte                               |                                       |                                       |                                                                                       |  |
| Parciales: 22-20, 17-20, 15-18, 28-26 | Parciales: 22-20, 17-20, 15-18, 28-26 | Parciales: 22-20, 17-20, 15-18, 28-26 | Kayseri Arena, Kayseri Árbitro(s): Kennedy, William Gene Arteaga, Juan Biricik, Murat |  |
| Scola 32                              | Pts                                   | 19 Savanović                          | Kayseri Arena, Kayseri Árbitro(s): Kennedy, William Gene Arteaga, Juan Biricik, Murat |  |
| Scola 7 Delfino                       | Rebs                                  | 8 Krstić                              | Kayseri Arena, Kayseri Árbitro(s): Kennedy, William Gene Arteaga, Juan Biricik, Murat |  |
| Prigioni 9                            | Asists                                | 4 Teodosić                            | Kayseri Arena, Kayseri Árbitro(s): Kennedy, William Gene Arteaga, Juan Biricik, Murat |  |

| 2 de septiembre, 21:30                | Jordania                              | 73 - 91                               | Alemania                                                                            |  |
| Reporte                               |                                       |                                       |                                                                                     |  |
| Parciales: 17-28, 16-12, 17-27, 23-24 | Parciales: 17-28, 16-12, 17-27, 23-24 | Parciales: 17-28, 16-12, 17-27, 23-24 | Kayseri Arena, Kayseri Árbitro(s): Cerebuch, Guerrino Qiao, Longsheng Viator, Eddie |  |
| Daghles 22                            | Pts                                   | 23 Pleiß                              | Kayseri Arena, Kayseri Árbitro(s): Cerebuch, Guerrino Qiao, Longsheng Viator, Eddie |  |
| Al-Khas 9                             | Rebs                                  | 10 Ohlbrecht                          | Kayseri Arena, Kayseri Árbitro(s): Cerebuch, Guerrino Qiao, Longsheng Viator, Eddie |  |
| Wright 6 Daghles                      | Asists                                | 4 Hamann                              | Kayseri Arena, Kayseri Árbitro(s): Cerebuch, Guerrino Qiao, Longsheng Viator, Eddie |  |

### Grupo B
|   | Equipo         | Pts | PG | PP | PF  | PC  | Dif  |
| - | -------------- | --- | -- | -- | --- | --- | ---- |
| 1 | Estados Unidos | 10  | 5  | 0  | 455 | 331 | 124  |
| 2 | Eslovenia      | 9   | 4  | 1  | 393 | 376 | 17   |
| 3 | Brasil         | 8   | 3  | 2  | 398 | 354 | 44   |
| 4 | Croacia        | 7   | 2  | 3  | 395 | 407 | −12  |
| 5 | Irán           | 6   | 1  | 4  | 301 | 367 | −66  |
| 6 | Túnez          | 5   | 0  | 5  | 300 | 407 | −107 |

#### Fecha 1
| 28 de agosto, 16:30                   | Túnez                                 | 56 - 80                               | Eslovenia |  |
| Reporte                               |                                       |                                       | |  |
| Parciales: 14-22, 14-17, 12-24, 16-17 | Parciales: 14-22, 14-17, 12-24, 16-17 | Parciales: 14-22, 14-17, 12-24, 16-17 | Abdi İpekçi Arena, Estambul Árbitro(s): Brazauskas, Romualdas Melgarejo Pinto, José Hernán Seibel, Stephen Asistencia: 12.500 espectadores |  |
| Slimane 11                            | Pts                                   | 16 Dragić                             | Abdi İpekçi Arena, Estambul Árbitro(s): Brazauskas, Romualdas Melgarejo Pinto, José Hernán Seibel, Stephen Asistencia: 12.500 espectadores |  |
| Mejri 6                               | Rebs                                  | 7 Vidmar                              | Abdi İpekçi Arena, Estambul Árbitro(s): Brazauskas, Romualdas Melgarejo Pinto, José Hernán Seibel, Stephen Asistencia: 12.500 espectadores |  |
| Kechrid 2 Slimane                     | Asists                                | 8 Dragić                              | Abdi İpekçi Arena, Estambul Árbitro(s): Brazauskas, Romualdas Melgarejo Pinto, José Hernán Seibel, Stephen Asistencia: 12.500 espectadores |  |

| 28 de agosto, 19:00                  | Estados Unidos                       | 106 - 78                             | Croacia |  |
| Reporte                              |                                      |                                      | |  |
| Parciales: 22-20, 26-6, 30-22, 28-30 | Parciales: 22-20, 26-6, 30-22, 28-30 | Parciales: 22-20, 26-6, 30-22, 28-30 | Abdi İpekçi Arena, Estambul Árbitro(s): Mercedes Sánchez, Reynaldo Antonio Hirahara, Yuji Christodoulou, Christos Asistencia: 12.500 espectadores |  |
| Gordon 16                            | Pts                                  | 17 Bogdanović                        | Abdi İpekçi Arena, Estambul Árbitro(s): Mercedes Sánchez, Reynaldo Antonio Hirahara, Yuji Christodoulou, Christos Asistencia: 12.500 espectadores |  |
| Love 10                              | Rebs                                 | 8 Tomić                              | Abdi İpekçi Arena, Estambul Árbitro(s): Mercedes Sánchez, Reynaldo Antonio Hirahara, Yuji Christodoulou, Christos Asistencia: 12.500 espectadores |  |
| Billups 4 Curry Westbrook            | Asists                               | 4 Ukić                               | Abdi İpekçi Arena, Estambul Árbitro(s): Mercedes Sánchez, Reynaldo Antonio Hirahara, Yuji Christodoulou, Christos Asistencia: 12.500 espectadores |  |

| 28 de agosto, 21:30                   | Irán                                  | 65 - 81                               | Brasil |  |
| Reporte                               |                                       |                                       | |  |
| Parciales: 12-22, 17-17, 17-22, 19-20 | Parciales: 12-22, 17-17, 17-22, 19-20 | Parciales: 12-22, 17-17, 17-22, 19-20 | Abdi İpekçi Arena, Estambul Árbitro(s): Ankarali, Recep Martín, José Chambon, David Asistencia: 12.500 espectadores |  |
| Haddadi 16                            | Pts                                   | 17 Giovannoni                         | Abdi İpekçi Arena, Estambul Árbitro(s): Ankarali, Recep Martín, José Chambon, David Asistencia: 12.500 espectadores |  |
| Haddadi 9                             | Rebs                                  | 8 Vinicius                            | Abdi İpekçi Arena, Estambul Árbitro(s): Ankarali, Recep Martín, José Chambon, David Asistencia: 12.500 espectadores |  |
| Kamrani 4                             | Asists                                | 9 Huertas                             | Abdi İpekçi Arena, Estambul Árbitro(s): Ankarali, Recep Martín, José Chambon, David Asistencia: 12.500 espectadores |  |

#### Fecha 2
| 29 de agosto, 16:30                   | Eslovenia                             | 77 - 99                               | Estados Unidos |  |
| Reporte                               |                                       |                                       | |  |
| Parciales: 11-23, 17-19, 18-25, 31-32 | Parciales: 11-23, 17-19, 18-25, 31-32 | Parciales: 11-23, 17-19, 18-25, 31-32 | Abdi İpekçi Arena, Estambul Árbitro(s): Martín, José Christodoulou, Christos Seibel, Stephen Asistencia: 12.500 espectadores |  |
| Nachbar 13                            | Pts                                   | 22 Durant                             | Abdi İpekçi Arena, Estambul Árbitro(s): Martín, José Christodoulou, Christos Seibel, Stephen Asistencia: 12.500 espectadores |  |
| Nachbar 4                             | Rebs                                  | 11 Love                               | Abdi İpekçi Arena, Estambul Árbitro(s): Martín, José Christodoulou, Christos Seibel, Stephen Asistencia: 12.500 espectadores |  |
| Bečirovič 4 Dragić                    | Asists                                | 5 Billups Rose                        | Abdi İpekçi Arena, Estambul Árbitro(s): Martín, José Christodoulou, Christos Seibel, Stephen Asistencia: 12.500 espectadores |  |

| 29 de agosto, 19:00                  | Croacia                              | 75 - 54                              | Irán |  |
| Reporte                              |                                      |                                      | |  |
| Parciales: 22-13, 22-11, 9-46, 22-14 | Parciales: 22-13, 22-11, 9-46, 22-14 | Parciales: 22-13, 22-11, 9-46, 22-14 | Abdi İpekçi Arena, Estambul Árbitro(s): Brazauskas, Romualdas Ankarali, Recep Julio, Carlos José Asistencia: 12.500 espectadores |  |
| Bogdanović 13 Ukić                   | Pts                                  | 27 Haddadi                           | Abdi İpekçi Arena, Estambul Árbitro(s): Brazauskas, Romualdas Ankarali, Recep Julio, Carlos José Asistencia: 12.500 espectadores |  |
| Banić 7 Tomić                        | Rebs                                 | 9 Haddadi                            | Abdi İpekçi Arena, Estambul Árbitro(s): Brazauskas, Romualdas Ankarali, Recep Julio, Carlos José Asistencia: 12.500 espectadores |  |
| Ukić 4                               | Asists                               | 4 Davari                             | Abdi İpekçi Arena, Estambul Árbitro(s): Brazauskas, Romualdas Ankarali, Recep Julio, Carlos José Asistencia: 12.500 espectadores |  |

| 29 de agosto, 21:30                   | Brasil                                | 80 - 65                               | Túnez |  |
| Reporte                               |                                       |                                       | |  |
| Parciales: 26-16, 17-14, 16-18, 21-17 | Parciales: 26-16, 17-14, 16-18, 21-17 | Parciales: 26-16, 17-14, 16-18, 21-17 | Abdi İpekçi Arena, Estambul Árbitro(s): Hirahara, Yuji Chambon, David Mercedes Sánchez, Reynaldo Antonio Asistencia: 12.500 espectadores |  |
| Barbosa 21                            | Pts                                   | 15 Kechrid                            | Abdi İpekçi Arena, Estambul Árbitro(s): Hirahara, Yuji Chambon, David Mercedes Sánchez, Reynaldo Antonio Asistencia: 12.500 espectadores |  |
| Barbosa 6                             | Rebs                                  | 8 Slimane                             | Abdi İpekçi Arena, Estambul Árbitro(s): Hirahara, Yuji Chambon, David Mercedes Sánchez, Reynaldo Antonio Asistencia: 12.500 espectadores |  |
| Giovannoni 3 Huertas                  | Asists                                | 3 Kechrid                             | Abdi İpekçi Arena, Estambul Árbitro(s): Hirahara, Yuji Chambon, David Mercedes Sánchez, Reynaldo Antonio Asistencia: 12.500 espectadores |  |

#### Fecha 3
| 30 de agosto, 16:30                   | Eslovenia                             | 91 - 84                               | Croacia |  |
| Reporte                               |                                       |                                       | |  |
| Parciales: 16-18, 23-26, 26-15, 26-25 | Parciales: 16-18, 23-26, 26-15, 26-25 | Parciales: 16-18, 23-26, 26-15, 26-25 | Abdi İpekçi Arena, Estambul Árbitro(s): Mercedes Sánchez, Reynaldo Antonio Hirahara, Yuji Chambon, David Asistencia: 12.500 espectadores |  |
| Lakovič 15 Slokar                     | Pts                                   | 20 Ukić                               | Abdi İpekçi Arena, Estambul Árbitro(s): Mercedes Sánchez, Reynaldo Antonio Hirahara, Yuji Chambon, David Asistencia: 12.500 espectadores |  |
| Brezec 8                              | Rebs                                  | 9 Žorić                               | Abdi İpekçi Arena, Estambul Árbitro(s): Mercedes Sánchez, Reynaldo Antonio Hirahara, Yuji Chambon, David Asistencia: 12.500 espectadores |  |
| Dragić 4 Lakovič                      | Asists                                | 7 Ukić                                | Abdi İpekçi Arena, Estambul Árbitro(s): Mercedes Sánchez, Reynaldo Antonio Hirahara, Yuji Chambon, David Asistencia: 12.500 espectadores |  |

| 30 de agosto, 19:00                   | Túnez                                 | 58 - 71                               | Irán |  |
| Reporte                               |                                       |                                       | |  |
| Parciales: 11-23, 12-10, 13-22, 22-16 | Parciales: 11-23, 12-10, 13-22, 22-16 | Parciales: 11-23, 12-10, 13-22, 22-16 | Abdi İpekçi Arena, Estambul Árbitro(s): Martín, José Julio, Carlos José Melgarejo Pinto, José Hernán Asistencia: 12.500 espectadores |  |
| Ben Romdhane 10 Mejri                 | Pts                                   | 23 Haddadi                            | Abdi İpekçi Arena, Estambul Árbitro(s): Martín, José Julio, Carlos José Melgarejo Pinto, José Hernán Asistencia: 12.500 espectadores |  |
| Mejri 9                               | Rebs                                  | 13 Haddadi                            | Abdi İpekçi Arena, Estambul Árbitro(s): Martín, José Julio, Carlos José Melgarejo Pinto, José Hernán Asistencia: 12.500 espectadores |  |
| Hadidane 3 Slimane                    | Asists                                | 3 Kamrani                             | Abdi İpekçi Arena, Estambul Árbitro(s): Martín, José Julio, Carlos José Melgarejo Pinto, José Hernán Asistencia: 12.500 espectadores |  |

| 30 de agosto, 21:30                 | Estados Unidos                      | 70 - 68                             | Brasil |  |
| Reporte                             |                                     |                                     | |  |
| Parciales: 22-28, 21-18, 18-13, 9-9 | Parciales: 22-28, 21-18, 18-13, 9-9 | Parciales: 22-28, 21-18, 18-13, 9-9 | Abdi İpekçi Arena, Estambul Árbitro(s): Brazauskas, Romualdas Christodoulou, Christos Seibel, Stephen Asistencia: 12.500 espectadores |  |
| Durant 27                           | Pts                                 | 16 Vinicius                         | Abdi İpekçi Arena, Estambul Árbitro(s): Brazauskas, Romualdas Christodoulou, Christos Seibel, Stephen Asistencia: 12.500 espectadores |  |
| Durant 10                           | Rebs                                | 10 Splitter                         | Abdi İpekçi Arena, Estambul Árbitro(s): Brazauskas, Romualdas Christodoulou, Christos Seibel, Stephen Asistencia: 12.500 espectadores |  |
| Billups 3                           | Asists                              | 5 Huertas                           | Abdi İpekçi Arena, Estambul Árbitro(s): Brazauskas, Romualdas Christodoulou, Christos Seibel, Stephen Asistencia: 12.500 espectadores |  |

#### Fecha 4
| 1 de septiembre, 16:30                | Croacia                               | 84 - 64                               | Túnez |  |
| Reporte                               |                                       |                                       | |  |
| Parciales: 23-12, 20-11, 22-17, 19-24 | Parciales: 23-12, 20-11, 22-17, 19-24 | Parciales: 23-12, 20-11, 22-17, 19-24 | Abdi İpekçi Arena, Estambul Árbitro(s): Brazauskas, Romualdas Seibel, Stephen Julio, Carlos José Asistencia: 12.500 espectadores |  |
| Bogdanović 19                         | Pts                                   | 23 Ben Romdhane                       | Abdi İpekçi Arena, Estambul Árbitro(s): Brazauskas, Romualdas Seibel, Stephen Julio, Carlos José Asistencia: 12.500 espectadores |  |
| Tomić 9                               | Rebs                                  | 6 Slimane                             | Abdi İpekçi Arena, Estambul Árbitro(s): Brazauskas, Romualdas Seibel, Stephen Julio, Carlos José Asistencia: 12.500 espectadores |  |
| Popović 5 Planinić                    | Asists                                | 4 Knioua                              | Abdi İpekçi Arena, Estambul Árbitro(s): Brazauskas, Romualdas Seibel, Stephen Julio, Carlos José Asistencia: 12.500 espectadores |  |

| 1 de septiembre, 19:00                | Irán                                  | 51 - 88                               | Estados Unidos |  |
| Reporte                               |                                       |                                       | |  |
| Parciales: 13-19, 15-23, 11-20, 12-26 | Parciales: 13-19, 15-23, 11-20, 12-26 | Parciales: 13-19, 15-23, 11-20, 12-26 | Abdi İpekçi Arena, Estambul Árbitro(s): Chambon, David Hirahara, Yuji Melgarejo Pinto, José Hernán Asistencia: 12.500 espectadores |  |
| Haddadi 19                            | Pts                                   | 13 Love                               | Abdi İpekçi Arena, Estambul Árbitro(s): Chambon, David Hirahara, Yuji Melgarejo Pinto, José Hernán Asistencia: 12.500 espectadores |  |
| Haddadi 5 Kazemi                      | Rebs                                  | 7 Chandler                            | Abdi İpekçi Arena, Estambul Árbitro(s): Chambon, David Hirahara, Yuji Melgarejo Pinto, José Hernán Asistencia: 12.500 espectadores |  |
| Davoudi 2                             | Asists                                | 5 Curry                               | Abdi İpekçi Arena, Estambul Árbitro(s): Chambon, David Hirahara, Yuji Melgarejo Pinto, José Hernán Asistencia: 12.500 espectadores |  |

| 1 de septiembre, 21:30                | Brasil                                | 77 - 80                               | Eslovenia |  |
| Reporte                               |                                       |                                       | |  |
| Parciales: 18-20, 12-24, 21-23, 26-13 | Parciales: 18-20, 12-24, 21-23, 26-13 | Parciales: 18-20, 12-24, 21-23, 26-13 | Abdi İpekçi Arena, Estambul Árbitro(s): Martín, José Ankarali, Recep Mercedes Sánchez, Reynaldo Antonio Asistencia: 12.500 espectadores |  |
| Machado 20                            | Pts                                   | 20 Lakovič                            | Abdi İpekçi Arena, Estambul Árbitro(s): Martín, José Ankarali, Recep Mercedes Sánchez, Reynaldo Antonio Asistencia: 12.500 espectadores |  |
| Splitter 4 Varejao                    | Rebs                                  | 9 Bečirovič                           | Abdi İpekçi Arena, Estambul Árbitro(s): Martín, José Ankarali, Recep Mercedes Sánchez, Reynaldo Antonio Asistencia: 12.500 espectadores |  |
| Huertas 10                            | Asists                                | 4 Bečirovič                           | Abdi İpekçi Arena, Estambul Árbitro(s): Martín, José Ankarali, Recep Mercedes Sánchez, Reynaldo Antonio Asistencia: 12.500 espectadores |  |

#### Fecha 5
| 2 de septiembre, 16:30                        | Estados Unidos                        | 92 - 57                               | Túnez |  |
| Reporte                                       |                                       |                                       | |  |
| Parciales: 19-13, 20-20, 24-13, 29-11         | Parciales: 19-13, 20-20, 24-13, 29-11 | Parciales: 19-13, 20-20, 24-13, 29-11 | Abdi İpekçi Arena, Estambul Árbitro(s): Ankarali, Recep Julio, Carlos José Melgarejo Pinto, José Hernán Asistencia: 12.500 espectadores |  |
| Gordon 21                                     | Pts                                   | 15 Kechrid                            | Abdi İpekçi Arena, Estambul Árbitro(s): Ankarali, Recep Julio, Carlos José Melgarejo Pinto, José Hernán Asistencia: 12.500 espectadores |  |
| Iguodala 6                                    | Rebs                                  | 8 Mejri Ben Romdhane                  | Abdi İpekçi Arena, Estambul Árbitro(s): Ankarali, Recep Julio, Carlos José Melgarejo Pinto, José Hernán Asistencia: 12.500 espectadores |  |
| Gay 2 Durant Westbrook Granger Curry Chandler | Asists                                | 2 Dhifallah                           | Abdi İpekçi Arena, Estambul Árbitro(s): Ankarali, Recep Julio, Carlos José Melgarejo Pinto, José Hernán Asistencia: 12.500 espectadores |  |

| 2 de septiembre, 19:00              | Eslovenia                           | 65 - 60                             | Irán |  |
| Reporte                             |                                     |                                     | |  |
| Parciales: 19-6, 9-17, 24-11, 13-26 | Parciales: 19-6, 9-17, 24-11, 13-26 | Parciales: 19-6, 9-17, 24-11, 13-26 | Abdi İpekçi Arena, Estambul Árbitro(s): Hirahara, Yuji Christodoulou, Christos Mercedes Sánchez, Reynaldo Antonio Asistencia: 12.500 espectadores |  |
| Dragić 18                           | Pts                                 | 15 Haddadi                          | Abdi İpekçi Arena, Estambul Árbitro(s): Hirahara, Yuji Christodoulou, Christos Mercedes Sánchez, Reynaldo Antonio Asistencia: 12.500 espectadores |  |
| Dragić 6                            | Rebs                                | 14 Kazemi                           | Abdi İpekçi Arena, Estambul Árbitro(s): Hirahara, Yuji Christodoulou, Christos Mercedes Sánchez, Reynaldo Antonio Asistencia: 12.500 espectadores |  |
| Bečirovič 3                         | Asists                              | Davari 4                            | Abdi İpekçi Arena, Estambul Árbitro(s): Hirahara, Yuji Christodoulou, Christos Mercedes Sánchez, Reynaldo Antonio Asistencia: 12.500 espectadores |  |

| 2 de septiembre, 21:30                | Brasil                                | 92 - 74                               | Croacia |  |
| Reporte                               |                                       |                                       | |  |
| Parciales: 22-19, 26-16, 24-15, 20-24 | Parciales: 22-19, 26-16, 24-15, 20-24 | Parciales: 22-19, 26-16, 24-15, 20-24 | Abdi İpekçi Arena, Estambul Árbitro(s): Brazauskas, Romualdas Seibel, Stephen Chambon, David Asistencia: 12.500 espectadores |  |
| Machado 18                            | Pts                                   | 15 Popović                            | Abdi İpekçi Arena, Estambul Árbitro(s): Brazauskas, Romualdas Seibel, Stephen Chambon, David Asistencia: 12.500 espectadores |  |
| Varejao 12                            | Rebs                                  | 6 Lončar Bogdanović                   | Abdi İpekçi Arena, Estambul Árbitro(s): Brazauskas, Romualdas Seibel, Stephen Chambon, David Asistencia: 12.500 espectadores |  |
| Huertas 6                             | Asists                                | 3 Tomas                               | Abdi İpekçi Arena, Estambul Árbitro(s): Brazauskas, Romualdas Seibel, Stephen Chambon, David Asistencia: 12.500 espectadores |  |

### Grupo C
|   | Equipo          | Pts | PG | PP | PF  | PC  | Dif |
| - | --------------- | --- | -- | -- | --- | --- | --- |
| 1 | Turquía         | 10  | 5  | 0  | 393 | 285 | 108 |
| 2 | Rusia           | 9   | 4  | 1  | 365 | 346 | 19  |
| 3 | Grecia          | 8   | 3  | 2  | 403 | 370 | 33  |
| 4 | China           | 6   | 1  | 4  | 360 | 422 | −62 |
| 5 | Costa de Marfil | 6   | 1  | 4  | 334 | 417 | −83 |
| 6 | Puerto Rico     | 6   | 1  | 4  | 386 | 401 | −15 |

#### Fecha 1
| 28 de agosto, 16:00                   | Grecia                                | 89 - 81                               | China |  |
| Reporte                               |                                       |                                       | |  |
| Parciales: 25-18, 22-19, 18-25, 24-19 | Parciales: 25-18, 22-19, 18-25, 24-19 | Parciales: 25-18, 22-19, 18-25, 24-19 | Ankara Arena, Ankara Árbitro(s): Estévez, Pablo Alberto Belosevic, Ilija Gode, Vitalis Odhiambo Asistencia: 3.880 espectadores |  |
| Bourousis 21 Zisis                    | Pts                                   | 26 Yi                                 | Ankara Arena, Ankara Árbitro(s): Estévez, Pablo Alberto Belosevic, Ilija Gode, Vitalis Odhiambo Asistencia: 3.880 espectadores |  |
| Bourousis 8                           | Rebs                                  | 14 Yi                                 | Ankara Arena, Ankara Árbitro(s): Estévez, Pablo Alberto Belosevic, Ilija Gode, Vitalis Odhiambo Asistencia: 3.880 espectadores |  |
| Diamantidis 6                         | Asists                                | 4 Sun                                 | Ankara Arena, Ankara Árbitro(s): Estévez, Pablo Alberto Belosevic, Ilija Gode, Vitalis Odhiambo Asistencia: 3.880 espectadores |  |

| 28 de agosto, 18:30                  | Rusia                                | 75 - 66                              | Puerto Rico |  |
| Reporte                              |                                      |                                      | |  |
| Parciales: 14-8, 22-26, 18-21, 21-11 | Parciales: 14-8, 22-26, 18-21, 21-11 | Parciales: 14-8, 22-26, 18-21, 21-11 | Ankara Arena, Ankara Árbitro(s): Jungebrand, Carl Butler, Scott Jason Maranho, Cristiano Jesus Asistencia: 5.850 espectadores |  |
| Monia 16                             | Pts                                  | 25 Barea                             | Ankara Arena, Ankara Árbitro(s): Jungebrand, Carl Butler, Scott Jason Maranho, Cristiano Jesus Asistencia: 5.850 espectadores |  |
| Vorontsevich 9                       | Rebs                                 | 9 Ramos                              | Ankara Arena, Ankara Árbitro(s): Jungebrand, Carl Butler, Scott Jason Maranho, Cristiano Jesus Asistencia: 5.850 espectadores |  |
| Ponkrashov 11                        | Asists                               | 4 Barea Vassallo                     | Ankara Arena, Ankara Árbitro(s): Jungebrand, Carl Butler, Scott Jason Maranho, Cristiano Jesus Asistencia: 5.850 espectadores |  |

| 28 de agosto, 21:00                   | Costa de Marfil                       | 47 - 86                               | Turquía                                                                                                 |  |
| Reporte                               |                                       |                                       | |  |
| Parciales: 11-23, 11-17, 14-13, 11-33 | Parciales: 11-23, 11-17, 14-13, 11-33 | Parciales: 11-23, 11-17, 14-13, 11-33 | Ankara Arena, Ankara Árbitro(s): Pukl, Sasa Rocha, Fernando Egho, Marwan Asistencia: 7.726 espectadores |  |
| Kale 10                               | Pts                                   | 18 Onan                               | Ankara Arena, Ankara Árbitro(s): Pukl, Sasa Rocha, Fernando Egho, Marwan Asistencia: 7.726 espectadores |  |
| Kale 9                                | Rebs                                  | 12 Aşık                               | Ankara Arena, Ankara Árbitro(s): Pukl, Sasa Rocha, Fernando Egho, Marwan Asistencia: 7.726 espectadores |  |
| Diabate 2 Kone Lamizana               | Asists                                | 7 Türkoğlu                            | Ankara Arena, Ankara Árbitro(s): Pukl, Sasa Rocha, Fernando Egho, Marwan Asistencia: 7.726 espectadores |  |

#### Fecha 2
| 29 de agosto, 16:00                   | China                                 | 83 - 73                               | Costa de Marfil |  |
| Reporte                               |                                       |                                       | |  |
| Parciales: 21-17, 20-16, 25-18, 17-22 | Parciales: 21-17, 20-16, 25-18, 17-22 | Parciales: 21-17, 20-16, 25-18, 17-22 | Ankara Arena, Ankara Árbitro(s): Estévez, Pablo Alberto Maranho, Cristiano Jesus Gode, Vitalis Odhiambo Asistencia: 2.102 espectadores |  |
| Yi 26                                 | Pts                                   | 20 Diabate                            | Ankara Arena, Ankara Árbitro(s): Estévez, Pablo Alberto Maranho, Cristiano Jesus Gode, Vitalis Odhiambo Asistencia: 2.102 espectadores |  |
| Yi 9                                  | Rebs                                  | 7 Diabate Abouo                       | Ankara Arena, Ankara Árbitro(s): Estévez, Pablo Alberto Maranho, Cristiano Jesus Gode, Vitalis Odhiambo Asistencia: 2.102 espectadores |  |
| Ding 4                                | Asists                                | 3 Diabate                             | Ankara Arena, Ankara Árbitro(s): Estévez, Pablo Alberto Maranho, Cristiano Jesus Gode, Vitalis Odhiambo Asistencia: 2.102 espectadores |  |

| 29 de agosto, 18:30                   | Puerto Rico                           | 80 - 83                               | Grecia |  |
| Reporte                               |                                       |                                       | |  |
| Parciales: 23-21, 18-14, 15-24, 24-24 | Parciales: 23-21, 18-14, 15-24, 24-24 | Parciales: 23-21, 18-14, 15-24, 24-24 | Ankara Arena, Ankara Árbitro(s): Jungebrand, Carl Sánchez, Héctor Rocha, Fernando Asistencia: 5.635 espectadores |  |
| Barea 20                              | Pts                                   | 28 Spanoulis                          | Ankara Arena, Ankara Árbitro(s): Jungebrand, Carl Sánchez, Héctor Rocha, Fernando Asistencia: 5.635 espectadores |  |
| Vassallo 9                            | Rebs                                  | 9 Bourousis                           | Ankara Arena, Ankara Árbitro(s): Jungebrand, Carl Sánchez, Héctor Rocha, Fernando Asistencia: 5.635 espectadores |  |
| Barea 4                               | Asists                                | 7 Diamantidis                         | Ankara Arena, Ankara Árbitro(s): Jungebrand, Carl Sánchez, Héctor Rocha, Fernando Asistencia: 5.635 espectadores |  |

| 29 de agosto, 21:00                  | Turquía                              | 65 - 56                              | Rusia |  |
| Reporte                              |                                      |                                      | |  |
| Parciales: 16-15, 17-7, 15-15, 17-19 | Parciales: 16-15, 17-7, 15-15, 17-19 | Parciales: 16-15, 17-7, 15-15, 17-19 | Ankara Arena, Ankara Árbitro(s): Pukl, Sasa Belosevic, Ilija Butler, Scott Jason Asistencia: 10.500 espectadores |  |
| Türkoğlu 14                          | Pts                                  | 13 Monia Kaun                        | Ankara Arena, Ankara Árbitro(s): Pukl, Sasa Belosevic, Ilija Butler, Scott Jason Asistencia: 10.500 espectadores |  |
| Ilyasova 10                          | Rebs                                 | 9 Vorontsevich                       | Ankara Arena, Ankara Árbitro(s): Pukl, Sasa Belosevic, Ilija Butler, Scott Jason Asistencia: 10.500 espectadores |  |
| Tunçeri 4                            | Asists                               | 4 Monia                              | Ankara Arena, Ankara Árbitro(s): Pukl, Sasa Belosevic, Ilija Butler, Scott Jason Asistencia: 10.500 espectadores |  |

#### Fecha 3
| 31 de agosto, 16:00                   | Rusia                                 | 72 - 66                               | Costa de Marfil                                                                                                  |  |
| Reporte                               |                                       |                                       | |  |
| Parciales: 17-12, 17-18, 19-14, 19-22 | Parciales: 17-12, 17-18, 19-14, 19-22 | Parciales: 17-12, 17-18, 19-14, 19-22 | Ankara Arena, Ankara Árbitro(s): Belosevic, Ilija Rocha, Fernando Sánchez, Héctor Asistencia: 1.262 espectadores |  |
| Mozgov 19                             | Pts                                   | 16 Kone                               | Ankara Arena, Ankara Árbitro(s): Belosevic, Ilija Rocha, Fernando Sánchez, Héctor Asistencia: 1.262 espectadores |  |
| Kaun 6 Khvostov                       | Rebs                                  | 8 Lamizana                            | Ankara Arena, Ankara Árbitro(s): Belosevic, Ilija Rocha, Fernando Sánchez, Héctor Asistencia: 1.262 espectadores |  |
| Monia 4                               | Asists                                | 3 Amagou Diabate                      | Ankara Arena, Ankara Árbitro(s): Belosevic, Ilija Rocha, Fernando Sánchez, Héctor Asistencia: 1.262 espectadores |  |

| 31 de agosto, 18:30                   | Puerto Rico                           | 84 - 76                               | China |  |
| Reporte                               |                                       |                                       | |  |
| Parciales: 20-21, 24-16, 19-20, 21-19 | Parciales: 20-21, 24-16, 19-20, 21-19 | Parciales: 20-21, 24-16, 19-20, 21-19 | Ankara Arena, Ankara Árbitro(s): Pukl, Sasa Butler, Scott Jason Egho, Marwan Asistencia: 3.303 espectadores |  |
| Vassallo 22                           | Pts                                   | 24 Yi                                 | Ankara Arena, Ankara Árbitro(s): Pukl, Sasa Butler, Scott Jason Egho, Marwan Asistencia: 3.303 espectadores |  |
| Balkman 13                            | Rebs                                  | 7 Yi                                  | Ankara Arena, Ankara Árbitro(s): Pukl, Sasa Butler, Scott Jason Egho, Marwan Asistencia: 3.303 espectadores |  |
| Barea 9                               | Asists                                | 5 Sun                                 | Ankara Arena, Ankara Árbitro(s): Pukl, Sasa Butler, Scott Jason Egho, Marwan Asistencia: 3.303 espectadores |  |

| 31 de agosto, 21:00                   | Grecia                                | 65 - 76                               | Turquía |  |
| Reporte                               |                                       |                                       | |  |
| Parciales: 15-22, 24-19, 12-24, 14-11 | Parciales: 15-22, 24-19, 12-24, 14-11 | Parciales: 15-22, 24-19, 12-24, 14-11 | Ankara Arena, Ankara Árbitro(s): Jungebrand, Carl Estévez, Pablo Alberto Maranho, Cristiano Jesus Asistencia: 10.500 espectadores |  |
| Bourousis 15                          | Pts                                   | 26 Ilyasova                           | Ankara Arena, Ankara Árbitro(s): Jungebrand, Carl Estévez, Pablo Alberto Maranho, Cristiano Jesus Asistencia: 10.500 espectadores |  |
| Bourousis 7                           | Rebs                                  | 8 Gönlüm                              | Ankara Arena, Ankara Árbitro(s): Jungebrand, Carl Estévez, Pablo Alberto Maranho, Cristiano Jesus Asistencia: 10.500 espectadores |  |
| Calathes 4                            | Asists                                | 4 Tunçeri Arslan                      | Ankara Arena, Ankara Árbitro(s): Jungebrand, Carl Estévez, Pablo Alberto Maranho, Cristiano Jesus Asistencia: 10.500 espectadores |  |

#### Fecha 4
| 1 de septiembre, 16:00                | China                                 | 80 - 89                               | Rusia |  |
| Reporte                               |                                       |                                       | |  |
| Parciales: 21-15, 22-25, 19-23, 18-26 | Parciales: 21-15, 22-25, 19-23, 18-26 | Parciales: 21-15, 22-25, 19-23, 18-26 | Ankara Arena, Ankara Árbitro(s): Jungebrand, Carl Maranho, Cristiano Jesus Sánchez, Héctor Asistencia: 1.661 espectadores |  |
| Sun 19                                | Pts                                   | 17 Monia                              | Ankara Arena, Ankara Árbitro(s): Jungebrand, Carl Maranho, Cristiano Jesus Sánchez, Héctor Asistencia: 1.661 espectadores |  |
| Yi 9                                  | Rebs                                  | 14 Kaun                               | Ankara Arena, Ankara Árbitro(s): Jungebrand, Carl Maranho, Cristiano Jesus Sánchez, Héctor Asistencia: 1.661 espectadores |  |
| Liu 2 Guo                             | Asists                                | 6 Monia                               | Ankara Arena, Ankara Árbitro(s): Jungebrand, Carl Maranho, Cristiano Jesus Sánchez, Héctor Asistencia: 1.661 espectadores |  |

| 1 de septiembre, 18:30               | Costa de Marfil                      | 60 - 97                              | Grecia |  |
| Reporte                              |                                      |                                      | |  |
| Parciales: 14-20, 5-27, 19-34, 22-16 | Parciales: 14-20, 5-27, 19-34, 22-16 | Parciales: 14-20, 5-27, 19-34, 22-16 | Ankara Arena, Ankara Árbitro(s): Estévez, Pablo Alberto Egho, Marwan Gode, Vitalis Odhiambo Asistencia: 4.004 espectadores |  |
| Assie 11                             | Pts                                  | 15 Calathes                          | Ankara Arena, Ankara Árbitro(s): Estévez, Pablo Alberto Egho, Marwan Gode, Vitalis Odhiambo Asistencia: 4.004 espectadores |  |
| Assie 7                              | Rebs                                 | 7 Bourousis Calathes                 | Ankara Arena, Ankara Árbitro(s): Estévez, Pablo Alberto Egho, Marwan Gode, Vitalis Odhiambo Asistencia: 4.004 espectadores |  |
| Diabate 6                            | Asists                               | 8 Calathes                           | Ankara Arena, Ankara Árbitro(s): Estévez, Pablo Alberto Egho, Marwan Gode, Vitalis Odhiambo Asistencia: 4.004 espectadores |  |

| 1 de septiembre, 21:00                | Turquía                               | 79 - 77                               | Puerto Rico |  |
| Reporte                               |                                       |                                       | |  |
| Parciales: 19-19, 11-18, 26-20, 23-20 | Parciales: 19-19, 11-18, 26-20, 23-20 | Parciales: 19-19, 11-18, 26-20, 23-20 | Ankara Arena, Ankara Árbitro(s): Pukl, Sasa Butler, Scott Jason Belosevic, Ilija Asistencia: 10.000 espectadores |  |
| Türkoğlu 16                           | Pts                                   | 19 Vassallo                           | Ankara Arena, Ankara Árbitro(s): Pukl, Sasa Butler, Scott Jason Belosevic, Ilija Asistencia: 10.000 espectadores |  |
| Ilyasova 13                           | Rebs                                  | 12 Ramos                              | Ankara Arena, Ankara Árbitro(s): Pukl, Sasa Butler, Scott Jason Belosevic, Ilija Asistencia: 10.000 espectadores |  |
| Türkoğlu 5 Tunçeri                    | Asists                                | 8 Rivera                              | Ankara Arena, Ankara Árbitro(s): Pukl, Sasa Butler, Scott Jason Belosevic, Ilija Asistencia: 10.000 espectadores |  |

#### Fecha 5
| 2 de septiembre, 16:00                | Puerto Rico                           | 79 - 88                               | Costa de Marfil |  |
| Reporte                               |                                       |                                       | |  |
| Parciales: 14-19, 19-20, 26-25, 20-24 | Parciales: 14-19, 19-20, 26-25, 20-24 | Parciales: 14-19, 19-20, 26-25, 20-24 | Ankara Arena, Ankara Árbitro(s): Belosevic, Ilija Sánchez, Héctor Gode, Vitalis Odhiambo Asistencia: 1.200 espectadores |  |
| Barea 19                              | Pts                                   | 19 Abouo                              | Ankara Arena, Ankara Árbitro(s): Belosevic, Ilija Sánchez, Héctor Gode, Vitalis Odhiambo Asistencia: 1.200 espectadores |  |
| Balkman 10                            | Rebs                                  | 10 Kone                               | Ankara Arena, Ankara Árbitro(s): Belosevic, Ilija Sánchez, Héctor Gode, Vitalis Odhiambo Asistencia: 1.200 espectadores |  |
| Barea 7                               | Asists                                | 8 Diabate                             | Ankara Arena, Ankara Árbitro(s): Belosevic, Ilija Sánchez, Héctor Gode, Vitalis Odhiambo Asistencia: 1.200 espectadores |  |

| 2 de septiembre, 18:30                | Grecia                                | 69 - 73                               | Rusia |  |
| Reporte                               |                                       |                                       | |  |
| Parciales: 10-20, 20-10, 13-29, 26-14 | Parciales: 10-20, 20-10, 13-29, 26-14 | Parciales: 10-20, 20-10, 13-29, 26-14 | Ankara Arena, Ankara Árbitro(s): Pukl, Sasa Rocha, Fernando Maranho, Cristiano Jesus Asistencia: 3.500 espectadores |  |
| Schortsanitis 16                      | Pts                                   | 18 Mozgov                             | Ankara Arena, Ankara Árbitro(s): Pukl, Sasa Rocha, Fernando Maranho, Cristiano Jesus Asistencia: 3.500 espectadores |  |
| Schortsanitis 9                       | Rebs                                  | 6 Voronov                             | Ankara Arena, Ankara Árbitro(s): Pukl, Sasa Rocha, Fernando Maranho, Cristiano Jesus Asistencia: 3.500 espectadores |  |
| Spanoulis 2 Calathes Zisis Tsartsaris | Asists                                | 6 Ponkrashov                          | Ankara Arena, Ankara Árbitro(s): Pukl, Sasa Rocha, Fernando Maranho, Cristiano Jesus Asistencia: 3.500 espectadores |  |

| 2 de septiembre, 21:00              | Turquía                             | 87 - 40                             | China |  |
| Reporte                             |                                     |                                     | |  |
| Parciales: 15-6, 24-7, 27-12, 21-15 | Parciales: 15-6, 24-7, 27-12, 21-15 | Parciales: 15-6, 24-7, 27-12, 21-15 | Ankara Arena, Ankara Árbitro(s): Jungebrand, Carl Estévez, Pablo Alberto Egho, Marwan Asistencia: 10.500 espectadores |  |
| Savas 20                            | Pts                                 | 15 Sun                              | Ankara Arena, Ankara Árbitro(s): Jungebrand, Carl Estévez, Pablo Alberto Egho, Marwan Asistencia: 10.500 espectadores |  |
| Aşık 13                             | Rebs                                | 9 Su                                | Ankara Arena, Ankara Árbitro(s): Jungebrand, Carl Estévez, Pablo Alberto Egho, Marwan Asistencia: 10.500 espectadores |  |
| Güler 7                             | Asists                              | 2 Sun Yu Ding                       | Ankara Arena, Ankara Árbitro(s): Jungebrand, Carl Estévez, Pablo Alberto Egho, Marwan Asistencia: 10.500 espectadores |  |

### Grupo D
|   | Equipo        | Pts | PG | PP | PF  | PC  | Dif  |
| - | ------------- | --- | -- | -- | --- | --- | ---- |
| 1 | Lituania      | 10  | 5  | 0  | 391 | 341 | 50   |
| 2 | España        | 8   | 3  | 2  | 420 | 356 | 64   |
| 3 | Nueva Zelanda | 8   | 3  | 2  | 424 | 400 | 24   |
| 4 | Francia       | 8   | 3  | 2  | 351 | 339 | 12   |
| 5 | Líbano        | 6   | 1  | 4  | 339 | 440 | −101 |
| 6 | Canadá        | 5   | 0  | 5  | 330 | 379 | −49  |

#### Fecha 1
| 28 de agosto, 16:00                   | Nueva Zelanda                         | 79 - 92                               | Lituania |  |
| Reporte                               |                                       |                                       | |  |
| Parciales: 24-25, 10-25, 27-24, 18-18 | Parciales: 24-25, 10-25, 27-24, 18-18 | Parciales: 24-25, 10-25, 27-24, 18-18 | İzmir Halkapınar Sport Hall, Esmirna Árbitro(s): Jordan, Anthony Dewayne Dozai, Srdan Jovcic, Milivoje Asistencia: 3.500 espectadores |  |
| Penney 37                             | Pts                                   | 27 Kleiza                             | İzmir Halkapınar Sport Hall, Esmirna Árbitro(s): Jordan, Anthony Dewayne Dozai, Srdan Jovcic, Milivoje Asistencia: 3.500 espectadores |  |
| Abercrombie 11                        | Rebs                                  | 8 Kleiza                              | İzmir Halkapınar Sport Hall, Esmirna Árbitro(s): Jordan, Anthony Dewayne Dozai, Srdan Jovcic, Milivoje Asistencia: 3.500 espectadores |  |
| Cameron 3 Tait Vukona                 | Asists                                | 4 Mačiulis Kalnietis                  | İzmir Halkapınar Sport Hall, Esmirna Árbitro(s): Jordan, Anthony Dewayne Dozai, Srdan Jovcic, Milivoje Asistencia: 3.500 espectadores |  |

| 28 de agosto, 18:30                   | Canadá                                | 71 - 81                               | Líbano |  |
| Reporte                               |                                       |                                       | |  |
| Parciales: 20-20, 17-14, 21-23, 13-24 | Parciales: 20-20, 17-14, 21-23, 13-24 | Parciales: 20-20, 17-14, 21-23, 13-24 | İzmir Halkapınar Sport Hall, Esmirna Árbitro(s): Lamonica, Luigi Ryzhyk, Borys Avanessian, Heros Asistencia: 5.500 espectadores |  |
| Anthony 17                            | Pts                                   | 31 El Khatib                          | İzmir Halkapınar Sport Hall, Esmirna Árbitro(s): Lamonica, Luigi Ryzhyk, Borys Avanessian, Heros Asistencia: 5.500 espectadores |  |
| Kendall 11                            | Rebs                                  | 8 El Khatib                           | İzmir Halkapınar Sport Hall, Esmirna Árbitro(s): Lamonica, Luigi Ryzhyk, Borys Avanessian, Heros Asistencia: 5.500 espectadores |  |
| Brown 6                               | Asists                                | 3 Rustom Vroman                       | İzmir Halkapınar Sport Hall, Esmirna Árbitro(s): Lamonica, Luigi Ryzhyk, Borys Avanessian, Heros Asistencia: 5.500 espectadores |  |

| 28 de agosto, 21:00                  | Francia                              | 72 - 66                              | España |  |
| Reporte                              |                                      |                                      | |  |
| Parciales: 9-18, 18-10, 16-16, 29-22 | Parciales: 9-18, 18-10, 16-16, 29-22 | Parciales: 9-18, 18-10, 16-16, 29-22 | İzmir Halkapınar Sport Hall, Esmirna Árbitro(s): Vazquez, Jorge Aylen, Michael Fernández, Juan José Asistencia: 7.200 espectadores |  |
| Gelabale 16                          | Pts                                  | 17 Navarro                           | İzmir Halkapınar Sport Hall, Esmirna Árbitro(s): Vazquez, Jorge Aylen, Michael Fernández, Juan José Asistencia: 7.200 espectadores |  |
| Diaw 6 Gelabale                      | Rebs                                 | 7 Gasol                              | İzmir Halkapınar Sport Hall, Esmirna Árbitro(s): Vazquez, Jorge Aylen, Michael Fernández, Juan José Asistencia: 7.200 espectadores |  |
| Diaw 5                               | Asists                               | 3 Rubio                              | İzmir Halkapınar Sport Hall, Esmirna Árbitro(s): Vazquez, Jorge Aylen, Michael Fernández, Juan José Asistencia: 7.200 espectadores |  |

#### Fecha 2
| 29 de agosto, 16:00                   | Lituania                              | 70 - 68                               | Canadá |  |
| Reporte                               |                                       |                                       | |  |
| Parciales: 12-20, 21-23, 22-14, 15-11 | Parciales: 12-20, 21-23, 22-14, 15-11 | Parciales: 12-20, 21-23, 22-14, 15-11 | İzmir Halkapınar Sport Hall, Esmirna Árbitro(s): Lamonica, Luigi Zamojski, Jakub Fernández, Juan José Asistencia: 3.000 espectadores |  |
| Kleiza 18                             | Pts                                   | 15 Anderson                           | İzmir Halkapınar Sport Hall, Esmirna Árbitro(s): Lamonica, Luigi Zamojski, Jakub Fernández, Juan José Asistencia: 3.000 espectadores |  |
| Kleiza 10                             | Rebs                                  | 11 Kendall                            | İzmir Halkapınar Sport Hall, Esmirna Árbitro(s): Lamonica, Luigi Zamojski, Jakub Fernández, Juan José Asistencia: 3.000 espectadores |  |
| Pocius 4                              | Asists                                | 5 Anderson                            | İzmir Halkapınar Sport Hall, Esmirna Árbitro(s): Lamonica, Luigi Zamojski, Jakub Fernández, Juan José Asistencia: 3.000 espectadores |  |

| 29 de agosto, 18:30                  | Líbano                               | 59 - 86                              | Francia |  |
| Reporte                              |                                      |                                      | |  |
| Parciales: 20-22, 8-20, 19-21, 12-23 | Parciales: 20-22, 8-20, 19-21, 12-23 | Parciales: 20-22, 8-20, 19-21, 12-23 | İzmir Halkapınar Sport Hall, Esmirna Árbitro(s): Jordan, Anthony Dewayne Jovcic, Milivoje Aylen, Michael Asistencia: 3.750 espectadores |  |
| Vroman 19                            | Pts                                  | 18 Gelabale                          | İzmir Halkapınar Sport Hall, Esmirna Árbitro(s): Jordan, Anthony Dewayne Jovcic, Milivoje Aylen, Michael Asistencia: 3.750 espectadores |  |
| Freije 8                             | Rebs                                 | 9 Mahinmi                            | İzmir Halkapınar Sport Hall, Esmirna Árbitro(s): Jordan, Anthony Dewayne Jovcic, Milivoje Aylen, Michael Asistencia: 3.750 espectadores |  |
| Rustom 4                             | Asists                               | 8 Diaw                               | İzmir Halkapınar Sport Hall, Esmirna Árbitro(s): Jordan, Anthony Dewayne Jovcic, Milivoje Aylen, Michael Asistencia: 3.750 espectadores |  |

| 29 de agosto, 21:00                   | España                                | 101 - 84                              | Nueva Zelanda |  |
| Reporte                               |                                       |                                       | |  |
| Parciales: 28-19, 20-25, 29-19, 24-21 | Parciales: 28-19, 20-25, 29-19, 24-21 | Parciales: 28-19, 20-25, 29-19, 24-21 | İzmir Halkapınar Sport Hall, Esmirna Árbitro(s): Vazquez, Jorge Ryzhyk, Borys Avanessian, Heros Asistencia: 2.700 espectadores |  |
| Gasol 22                              | Pts                                   | 21 Penney                             | İzmir Halkapınar Sport Hall, Esmirna Árbitro(s): Vazquez, Jorge Ryzhyk, Borys Avanessian, Heros Asistencia: 2.700 espectadores |  |
| Fernández 12                          | Rebs                                  | 6 Abercrombie Vukona                  | İzmir Halkapınar Sport Hall, Esmirna Árbitro(s): Vazquez, Jorge Ryzhyk, Borys Avanessian, Heros Asistencia: 2.700 espectadores |  |
| Rubio 11                              | Asists                                | 4 Cameron                             | İzmir Halkapınar Sport Hall, Esmirna Árbitro(s): Vazquez, Jorge Ryzhyk, Borys Avanessian, Heros Asistencia: 2.700 espectadores |  |

#### Fecha 3
| 31 de agosto, 16:00                   | Nueva Zelanda                         | 108 - 76                              | Líbano |  |
| Reporte                               |                                       |                                       | |  |
| Parciales: 32-16, 19-16, 30-24, 27-20 | Parciales: 32-16, 19-16, 30-24, 27-20 | Parciales: 32-16, 19-16, 30-24, 27-20 | İzmir Halkapınar Sport Hall, Esmirna Árbitro(s): Ryzhyk, Borys Zamojski, Jakub Fernández, Juan José Asistencia: 2.000 espectadores |  |
| Penney 26                             | Pts                                   | 18 El Khatib                          | İzmir Halkapınar Sport Hall, Esmirna Árbitro(s): Ryzhyk, Borys Zamojski, Jakub Fernández, Juan José Asistencia: 2.000 espectadores |  |
| Abercrombie 7 Vukona                  | Rebs                                  | 7 El Khatib                           | İzmir Halkapınar Sport Hall, Esmirna Árbitro(s): Ryzhyk, Borys Zamojski, Jakub Fernández, Juan José Asistencia: 2.000 espectadores |  |
| Cameron 4 Jones Vukona                | Asists                                | 4 Mahmoud                             | İzmir Halkapınar Sport Hall, Esmirna Árbitro(s): Ryzhyk, Borys Zamojski, Jakub Fernández, Juan José Asistencia: 2.000 espectadores |  |

| 31 de agosto, 18:30                   | Francia                               | 68 - 63                               | Canadá |  |
| Reporte                               |                                       |                                       | |  |
| Parciales: 15-15, 13-13, 18-20, 22-15 | Parciales: 15-15, 13-13, 18-20, 22-15 | Parciales: 15-15, 13-13, 18-20, 22-15 | İzmir Halkapınar Sport Hall, Esmirna Árbitro(s): Dozai, Srdan Vazquez, Jorge Aylen, Michael Asistencia: 3.850 espectadores |  |
| Batum 24                              | Pts                                   | 15 Kendall                            | İzmir Halkapınar Sport Hall, Esmirna Árbitro(s): Dozai, Srdan Vazquez, Jorge Aylen, Michael Asistencia: 3.850 espectadores |  |
| Batum 7 Koffi                         | Rebs                                  | 5 Anthony                             | İzmir Halkapınar Sport Hall, Esmirna Árbitro(s): Dozai, Srdan Vazquez, Jorge Aylen, Michael Asistencia: 3.850 espectadores |  |
| Diaw 5                                | Asists                                | 3 Kendall                             | İzmir Halkapınar Sport Hall, Esmirna Árbitro(s): Dozai, Srdan Vazquez, Jorge Aylen, Michael Asistencia: 3.850 espectadores |  |

| 31 de agosto, 21:00                  | España                               | 73 - 76                              | Lituania |  |
| Reporte                              |                                      |                                      | |  |
| Parciales: 22-11, 21-24, 21-18, 9-23 | Parciales: 22-11, 21-24, 21-18, 9-23 | Parciales: 22-11, 21-24, 21-18, 9-23 | İzmir Halkapınar Sport Hall, Esmirna Árbitro(s): Lamonica, Luigi Jordan, Anthony Dewayne Jovcic, Milivoje Asistencia: 7.000 espectadores |  |
| Navarro 18 Gasol                     | Pts                                  | 17 Kleiza                            | İzmir Halkapınar Sport Hall, Esmirna Árbitro(s): Lamonica, Luigi Jordan, Anthony Dewayne Jovcic, Milivoje Asistencia: 7.000 espectadores |  |
| Fernández 9                          | Rebs                                 | 8 Javtokas Kleiza                    | İzmir Halkapınar Sport Hall, Esmirna Árbitro(s): Lamonica, Luigi Jordan, Anthony Dewayne Jovcic, Milivoje Asistencia: 7.000 espectadores |  |
| Garbajosa 3                          | Asists                               | 5 Kalnietis                          | İzmir Halkapınar Sport Hall, Esmirna Árbitro(s): Lamonica, Luigi Jordan, Anthony Dewayne Jovcic, Milivoje Asistencia: 7.000 espectadores |  |

#### Fecha 4
| 1 de septiembre, 16:00               | Canadá                               | 61 - 71                              | Nueva Zelanda |  |
| Reporte                              |                                      |                                      | |  |
| Parciales: 8-11, 20-24, 13-12, 20-24 | Parciales: 8-11, 20-24, 13-12, 20-24 | Parciales: 8-11, 20-24, 13-12, 20-24 | İzmir Halkapınar Sport Hall, Esmirna Árbitro(s): Ryzhyk, Borys Jovcic, Milivoje Zamojski, Jakub Asistencia: 1000 espectadores |  |
| Shepherd 15                          | Pts                                  | 18 Penney                            | İzmir Halkapınar Sport Hall, Esmirna Árbitro(s): Ryzhyk, Borys Jovcic, Milivoje Zamojski, Jakub Asistencia: 1000 espectadores |  |
| Kendall 7                            | Rebs                                 | 10 Abercrombie                       | İzmir Halkapınar Sport Hall, Esmirna Árbitro(s): Ryzhyk, Borys Jovcic, Milivoje Zamojski, Jakub Asistencia: 1000 espectadores |  |
| Kendall 4                            | Asists                               | 3 Tait                               | İzmir Halkapınar Sport Hall, Esmirna Árbitro(s): Ryzhyk, Borys Jovcic, Milivoje Zamojski, Jakub Asistencia: 1000 espectadores |  |

| 1 de septiembre, 18:30                | Líbano                                | 57 - 91                               | España |  |
| Reporte                               |                                       |                                       | |  |
| Parciales: 22-21, 10-22, 15-29, 10-19 | Parciales: 22-21, 10-22, 15-29, 10-19 | Parciales: 22-21, 10-22, 15-29, 10-19 | İzmir Halkapınar Sport Hall, Esmirna Árbitro(s): Dozai, Srdan Lamonica, Luigi Avanessian, Heros Asistencia: 3.200 espectadores |  |
| Vroman 22                             | Pts                                   | 25 Gasol                              | İzmir Halkapınar Sport Hall, Esmirna Árbitro(s): Dozai, Srdan Lamonica, Luigi Avanessian, Heros Asistencia: 3.200 espectadores |  |
| Vroman 9                              | Rebs                                  | 9 Reyes                               | İzmir Halkapınar Sport Hall, Esmirna Árbitro(s): Dozai, Srdan Lamonica, Luigi Avanessian, Heros Asistencia: 3.200 espectadores |  |
| Vroman 2 Abdelnour                    | Asists                                | 7 Rubio                               | İzmir Halkapınar Sport Hall, Esmirna Árbitro(s): Dozai, Srdan Lamonica, Luigi Avanessian, Heros Asistencia: 3.200 espectadores |  |

| 1 de septiembre, 21:00               | Lituania                             | 69 - 55                              | Francia |  |
| Reporte                              |                                      |                                      | |  |
| Parciales: 11-24, 13-6, 28-11, 17-14 | Parciales: 11-24, 13-6, 28-11, 17-14 | Parciales: 11-24, 13-6, 28-11, 17-14 | İzmir Halkapınar Sport Hall, Esmirna Árbitro(s): Vazquez, Jorge Jordan, Anthony Dewayne Fernández, Juan José Asistencia: 7.100 espectadores |  |
| Maciulis 19                          | Pts                                  | 13 Batum                             | İzmir Halkapınar Sport Hall, Esmirna Árbitro(s): Vazquez, Jorge Jordan, Anthony Dewayne Fernández, Juan José Asistencia: 7.100 espectadores |  |
| Javtokas 5                           | Rebs                                 | 6 Diaw                               | İzmir Halkapınar Sport Hall, Esmirna Árbitro(s): Vazquez, Jorge Jordan, Anthony Dewayne Fernández, Juan José Asistencia: 7.100 espectadores |  |
| Kleiza 3                             | Asists                               | 3 Batum                              | İzmir Halkapınar Sport Hall, Esmirna Árbitro(s): Vazquez, Jorge Jordan, Anthony Dewayne Fernández, Juan José Asistencia: 7.100 espectadores |  |

#### Fecha 5
| 2 de septiembre, 16:00                | España                                | 89 - 67                               | Canadá |  |
| Reporte                               |                                       |                                       | |  |
| Parciales: 28-17, 14-20, 21-11, 26-19 | Parciales: 28-17, 14-20, 21-11, 26-19 | Parciales: 28-17, 14-20, 21-11, 26-19 | İzmir Halkapınar Sport Hall, Esmirna Árbitro(s): Aylen, Michael Ryzhyk, Borys Fernández, Juan José Asistencia: 1.855 espectadores |  |
| Fernández 19 Vázquez                  | Pts                                   | 14 Olynyk                             | İzmir Halkapınar Sport Hall, Esmirna Árbitro(s): Aylen, Michael Ryzhyk, Borys Fernández, Juan José Asistencia: 1.855 espectadores |  |
| Reyes 9 Gasol                         | Rebs                                  | 6 Anthony                             | İzmir Halkapınar Sport Hall, Esmirna Árbitro(s): Aylen, Michael Ryzhyk, Borys Fernández, Juan José Asistencia: 1.855 espectadores |  |
| Rubio 8                               | Asists                                | 2 Doornekamp Anderson                 | İzmir Halkapınar Sport Hall, Esmirna Árbitro(s): Aylen, Michael Ryzhyk, Borys Fernández, Juan José Asistencia: 1.855 espectadores |  |

| 2 de septiembre, 18:30                | Líbano                                | 66 - 84                               | Lituania |  |
| Reporte                               |                                       |                                       | |  |
| Parciales: 16-16, 16-23, 19-25, 15-20 | Parciales: 16-16, 16-23, 19-25, 15-20 | Parciales: 16-16, 16-23, 19-25, 15-20 | İzmir Halkapınar Sport Hall, Esmirna Árbitro(s): Vazquez, Jorge Jovcic, Milivoje Zamojski, Jakub Asistencia: 4.300 espectadores |  |
| Fahed 19                              | Pts                                   | 17 Seibutis                           | İzmir Halkapınar Sport Hall, Esmirna Árbitro(s): Vazquez, Jorge Jovcic, Milivoje Zamojski, Jakub Asistencia: 4.300 espectadores |  |
| Abdel-Nour 6 Rustom                   | Rebs                                  | 7 Andriuškevičius Klimavičius         | İzmir Halkapınar Sport Hall, Esmirna Árbitro(s): Vazquez, Jorge Jovcic, Milivoje Zamojski, Jakub Asistencia: 4.300 espectadores |  |
| Rustom 5                              | Asists                                | 4 Delininkaitis                       | İzmir Halkapınar Sport Hall, Esmirna Árbitro(s): Vazquez, Jorge Jovcic, Milivoje Zamojski, Jakub Asistencia: 4.300 espectadores |  |

| 2 de septiembre, 21:00               | Nueva Zelanda                        | 82 - 70                              | Francia |  |
| Reporte                              |                                      |                                      | |  |
| Parciales: 17-20, 22-5, 19-18, 24-27 | Parciales: 17-20, 22-5, 19-18, 24-27 | Parciales: 17-20, 22-5, 19-18, 24-27 | İzmir Halkapınar Sport Hall, Esmirna Árbitro(s): Lamonica, Luigi Dozai, Srdan Avanessian, Heros Asistencia: 3.215 espectadores |  |
| Penney 25                            | Pts                                  | 13 Bokolo                            | İzmir Halkapınar Sport Hall, Esmirna Árbitro(s): Lamonica, Luigi Dozai, Srdan Avanessian, Heros Asistencia: 3.215 espectadores |  |
| Vukona 6                             | Rebs                                 | 8 Piétrus                            | İzmir Halkapınar Sport Hall, Esmirna Árbitro(s): Lamonica, Luigi Dozai, Srdan Avanessian, Heros Asistencia: 3.215 espectadores |  |
| Cameron 6                            | Asists                               | 4 de Colo                            | İzmir Halkapınar Sport Hall, Esmirna Árbitro(s): Lamonica, Luigi Dozai, Srdan Avanessian, Heros Asistencia: 3.215 espectadores |  |

## Fase final
Todos los horarios corresponden a la hora de Turquía (UTC+3).
|  | Octavos de final     | Octavos de final     |                |     | Cuartos de final     | Cuartos de final     |  |  | Semifinales      | Semifinales      |  |  | Final            | Final            |
|  | 4 al 7 de septiembre | 4 al 7 de septiembre |                |     | 8 al 9 de septiembre | 8 al 9 de septiembre |  |  | 11 de septiembre | 11 de septiembre |  |  | 12 de septiembre | 12 de septiembre |
|  |                      |                      |                |     |                      |                      |  |  |                  |                  |  |  |                  |                  |
|  |                      |                      |                |     |                      |                      |  |  |                  |                  |  |  |                  |                  |
|  |                      |                      |                |     |                      |                      |  |  |                  |                  |  |  |                  |                  |
|  | Serbia               | 73                   |                |     |                      |                      |  |  |                  |                  |  |  |                  |                  |
|  | Serbia               | 73                   |                |     |                      |                      |  |  |                  |                  |  |  |                  |                  |
|  | Croacia              | 72                   |                |     |                      |                      |  |  |                  |                  |  |  |                  |                  |
|  | Croacia              | 72                   | Serbia         | 92  |                      |                      |  |  |                  |                  |  |  |                  |                  |
|  |                      |                      |                | 92  |                      |                      |  |  |                  |                  |  |  |                  |                  |
|  |                      | España               | 89             |     |                      |                      |  |  |                  |                  |  |  |                  |                  |
|  | España               | España               | 89             | 80  |                      |                      |  |  |                  |                  |  |  |                  |                  |
|  | España               |                      |                | 80  |                      |                      |  |  |                  |                  |  |  |                  |                  |
|  | Grecia               | 72                   |                |     |                      |                      |  |  |                  |                  |  |  |                  |                  |
|  | Grecia               | 72                   | Serbia         | 82  |                      |                      |  |  |                  |                  |  |  |                  |                  |
|  |                      |                      |                | 82  |                      |                      |  |  |                  |                  |  |  |                  |                  |
|  |                      | Turquía              | 83             |     |                      |                      |  |  |                  |                  |  |  |                  |                  |
|  | Turquía              | Turquía              | 83             | 95  |                      |                      |  |  |                  |                  |  |  |                  |                  |
|  | Turquía              |                      |                | 95  |                      |                      |  |  |                  |                  |  |  |                  |                  |
|  | Francia              | 77                   |                |     |                      |                      |  |  |                  |                  |  |  |                  |                  |
|  | Francia              | 77                   | Turquía        | 95  |                      |                      |  |  |                  |                  |  |  |                  |                  |
|  |                      |                      |                | 95  |                      |                      |  |  |                  |                  |  |  |                  |                  |
|  |                      | Eslovenia            | 68             |     |                      |                      |  |  |                  |                  |  |  |                  |                  |
|  | Eslovenia            | Eslovenia            | 68             | 87  |                      |                      |  |  |                  |                  |  |  |                  |                  |
|  | Eslovenia            |                      |                | 87  |                      |                      |  |  |                  |                  |  |  |                  |                  |
|  | Australia            | 58                   |                |     |                      |                      |  |  |                  |                  |  |  |                  |                  |
|  | Australia            | 58                   | Turquía        | 64  |                      |                      |  |  |                  |                  |  |  |                  |                  |
|  |                      |                      |                | 64  |                      |                      |  |  |                  |                  |  |  |                  |                  |
|  |                      | Estados Unidos       | 81             |     |                      |                      |  |  |                  |                  |  |  |                  |                  |
|  | Estados Unidos       | Estados Unidos       | 81             | 121 |                      |                      |  |  |                  |                  |  |  |                  |                  |
|  | Estados Unidos       |                      |                | 121 |                      |                      |  |  |                  |                  |  |  |                  |                  |
|  | Angola               | 66                   |                |     |                      |                      |  |  |                  |                  |  |  |                  |                  |
|  | Angola               | 66                   | Estados Unidos | 89  |                      |                      |  |  |                  |                  |  |  |                  |                  |
|  |                      |                      |                | 89  |                      |                      |  |  |                  |                  |  |  |                  |                  |
|  |                      | Rusia                | 79             |     |                      |                      |  |  |                  |                  |  |  |                  |                  |
|  | Rusia                | Rusia                | 79             | 78  |                      |                      |  |  |                  |                  |  |  |                  |                  |
|  | Rusia                |                      |                | 78  |                      |                      |  |  |                  |                  |  |  |                  |                  |
|  | Nueva Zelanda        | 56                   |                |     |                      |                      |  |  |                  |                  |  |  |                  |                  |
|  | Nueva Zelanda        | 56                   | Estados Unidos | 89  |                      |                      |  |  |                  |                  |  |  |                  |                  |
|  |                      |                      |                | 89  |                      |                      |  |  |                  |                  |  |  |                  |                  |
|  |                      | Lituania             | 74             |     |                      |                      |  |  |                  |                  |  |  |                  |                  |
|  | Lituania             | Lituania             | 74             | 78  |                      |                      |  |  |                  |                  |  |  |                  |                  |
|  | Lituania             |                      |                | 78  |                      |                      |  |  |                  |                  |  |  |                  |                  |
|  | China                | 67                   |                |     |                      |                      |  |  |                  |                  |  |  |                  |                  |
|  | China                | 67                   | Lituania       | 104 |                      |                      |  |  |                  |                  |  |  |                  |                  |
|  |                      |                      |                | 104 |                      |                      |  |  |                  |                  |  |  |                  |                  |
|  |                      | Argentina            | 85             |     |                      |                      |  |  |                  |                  |  |  |                  |                  |
|  | Argentina            | Argentina            | 85             | 93  |                      |                      |  |  |                  |                  |  |  |                  |                  |
|  | Argentina            |                      |                | 93  |                      |                      |  |  |                  |                  |  |  |                  |                  |
|  | Brasil               | 89                   |                |     |                      |                      |  |  |                  |                  |  |  |                  |                  |
|  | Brasil               | 89                   |                |     |                      |                      |  |  |                  |                  |  |  |                  |                  |

### Octavos de final
| 4 de septiembre, 18:00               | Serbia                               | 73 - 72                              | Croacia                                                           |  |
| Reporte                              |                                      |                                      |                                                                   |  |
| Parciales: 19-27, 15-9, 20-14, 19-22 | Parciales: 19-27, 15-9, 20-14, 19-22 | Parciales: 19-27, 15-9, 20-14, 19-22 | Sinan Erdem Spor Salonu, Estambul Asistencia: 15.000 espectadores |  |
| Krstić 16                            | Pts                                  | 21 Popović                           | Sinan Erdem Spor Salonu, Estambul Asistencia: 15.000 espectadores |  |
| Tepić 7                              | Rebs                                 | 8 Tomić                              | Sinan Erdem Spor Salonu, Estambul Asistencia: 15.000 espectadores |  |
| Tepić 4                              | Asists                               | 5 Popović                            | Sinan Erdem Spor Salonu, Estambul Asistencia: 15.000 espectadores |  |

| 4 de septiembre, 21:00                | España                                | 80 - 72                               | Grecia                                                            |  |
| Reporte                               |                                       |                                       |                                                                   |  |
| Parciales: 22-19, 15-12, 15-20, 28-21 | Parciales: 22-19, 15-12, 15-20, 28-21 | Parciales: 22-19, 15-12, 15-20, 28-21 | Sinan Erdem Spor Salonu, Estambul Asistencia: 15.000 espectadores |  |
| Navarro 22                            | Pts                                   | 16 Diamantidis Zisis                  | Sinan Erdem Spor Salonu, Estambul Asistencia: 15.000 espectadores |  |
| Reyes 10                              | Rebs                                  | 7 Fotsis                              | Sinan Erdem Spor Salonu, Estambul Asistencia: 15.000 espectadores |  |
| Rubio 6                               | Asists                                | 3 Spanoulis                           | Sinan Erdem Spor Salonu, Estambul Asistencia: 15.000 espectadores |  |

| 5 de septiembre, 18:00               | Eslovenia                            | 87 - 58                              | Australia                                                         |  |
| Reporte                              |                                      |                                      |                                                                   |  |
| Parciales: 16-8, 26-13, 29-24, 16-13 | Parciales: 16-8, 26-13, 29-24, 16-13 | Parciales: 16-8, 26-13, 29-24, 16-13 | Sinan Erdem Spor Salonu, Estambul Asistencia: 15.000 espectadores |  |
| Lakovič 19                           | Pts                                  | 13 Inglés Mills                      | Sinan Erdem Spor Salonu, Estambul Asistencia: 15.000 espectadores |  |
| Rizvić 5                             | Rebs                                 | 8 Nielsen                            | Sinan Erdem Spor Salonu, Estambul Asistencia: 15.000 espectadores |  |
| Dragić 8                             | Asists                               | 3 Mills                              | Sinan Erdem Spor Salonu, Estambul Asistencia: 15.000 espectadores |  |

| 5 de septiembre, 21:00                | Turquía                               | 95 - 77                               | Francia                                                           |  |
| Reporte                               |                                       |                                       |                                                                   |  |
| Parciales: 19-14, 24-14, 28-17, 24-32 | Parciales: 19-14, 24-14, 28-17, 24-32 | Parciales: 19-14, 24-14, 28-17, 24-32 | Sinan Erdem Spor Salonu, Estambul Asistencia: 15.000 espectadores |  |
| Türkoğlu 20                           | Pts                                   | 21 Diaw                               | Sinan Erdem Spor Salonu, Estambul Asistencia: 15.000 espectadores |  |
| Ilyasova 5 Aşık                       | Rebs                                  | 5 Diaw                                | Sinan Erdem Spor Salonu, Estambul Asistencia: 15.000 espectadores |  |
| Türkoğlu 3 Tunçeri Güler              | Asists                                | 4 Diaw Piétrus                        | Sinan Erdem Spor Salonu, Estambul Asistencia: 15.000 espectadores |  |

| 6 de septiembre, 18:00                | Estados Unidos                        | 121 - 66                              | Angola                                                            |  |
| Reporte                               |                                       |                                       |                                                                   |  |
| Parciales: 33-13, 32-25, 26-18, 30-10 | Parciales: 33-13, 32-25, 26-18, 30-10 | Parciales: 33-13, 32-25, 26-18, 30-10 | Sinan Erdem Spor Salonu, Estambul Asistencia: 15.000 espectadores |  |
| Billups 19                            | Pts                                   | 21 Gomes                              | Sinan Erdem Spor Salonu, Estambul Asistencia: 15.000 espectadores |  |
| Odom 8                                | Rebs                                  | 7 Ambrosio                            | Sinan Erdem Spor Salonu, Estambul Asistencia: 15.000 espectadores |  |
| Rose 6 Westbrook                      | Asists                                | 4 Morais                              | Sinan Erdem Spor Salonu, Estambul Asistencia: 15.000 espectadores |  |

| 6 de septiembre, 21:00                | Rusia                                 | 78 - 56                               | Nueva Zelanda                                                     |  |
| Reporte                               |                                       |                                       |                                                                   |  |
| Parciales: 13-15, 18-12, 20-13, 27-16 | Parciales: 13-15, 18-12, 20-13, 27-16 | Parciales: 13-15, 18-12, 20-13, 27-16 | Sinan Erdem Spor Salonu, Estambul Asistencia: 15.000 espectadores |  |
| Vorontsevich 18                       | Pts                                   | 21 Penney                             | Sinan Erdem Spor Salonu, Estambul Asistencia: 15.000 espectadores |  |
| Vorontsevich 11                       | Rebs                                  | 5 Vukona                              | Sinan Erdem Spor Salonu, Estambul Asistencia: 15.000 espectadores |  |
| Ponkrashov 7                          | Asists                                | 2 Penney Vukona Frank                 | Sinan Erdem Spor Salonu, Estambul Asistencia: 15.000 espectadores |  |

| 7 de septiembre, 18:00                | Lituania                              | 78 - 67                               | China                                                             |  |
| Reporte                               |                                       |                                       |                                                                   |  |
| Parciales: 17-22, 26-18, 21-11, 14-16 | Parciales: 17-22, 26-18, 21-11, 14-16 | Parciales: 17-22, 26-18, 21-11, 14-16 | Sinan Erdem Spor Salonu, Estambul Asistencia: 15.000 espectadores |  |
| Kleiza 30                             | Pts                                   | 21 Liu                                | Sinan Erdem Spor Salonu, Estambul Asistencia: 15.000 espectadores |  |
| Kleiza 9                              | Rebs                                  | 12 Yi                                 | Sinan Erdem Spor Salonu, Estambul Asistencia: 15.000 espectadores |  |
| Kalnietis 5                           | Asists                                | 3 Z. Wang S. Wang Liu                 | Sinan Erdem Spor Salonu, Estambul Asistencia: 15.000 espectadores |  |

| 7 de septiembre, 21:00                | Argentina                             | 93 - 89                               | Brasil                                                            |  |
| Reporte                               |                                       |                                       |                                                                   |  |
| Parciales: 25-25, 21-23, 20-18, 27-23 | Parciales: 25-25, 21-23, 20-18, 27-23 | Parciales: 25-25, 21-23, 20-18, 27-23 | Sinan Erdem Spor Salonu, Estambul Asistencia: 15.000 espectadores |  |
| Scola 37                              | Pts                                   | 32 Huertas                            | Sinan Erdem Spor Salonu, Estambul Asistencia: 15.000 espectadores |  |
| Scola 9                               | Rebs                                  | 5 Splitter Varejao                    | Sinan Erdem Spor Salonu, Estambul Asistencia: 15.000 espectadores |  |
| Prigioni 8                            | Asists                                | 2 Huertas Barbosa Splitter García     | Sinan Erdem Spor Salonu, Estambul Asistencia: 15.000 espectadores |  |

### Cuartos de final
| 8 de septiembre, 18:00                | Serbia                                | 92 - 89                               | España |  |
| Reporte                               |                                       |                                       | |  |
| Parciales: 27-23, 22-18, 18-23, 25-25 | Parciales: 27-23, 22-18, 18-23, 25-25 | Parciales: 27-23, 22-18, 18-23, 25-25 | Sinan Erdem Spor Salonu, Estambul Árbitro(s): Estévez, Pablo Alberto Kennedy, William Gene Aylen, Michael Asistencia: 15.000 espectadores |  |
| Veličković 17 Kešelj                  | Pts                                   | 27 Navarro                            | Sinan Erdem Spor Salonu, Estambul Árbitro(s): Estévez, Pablo Alberto Kennedy, William Gene Aylen, Michael Asistencia: 15.000 espectadores |  |
| Krstić 9                              | Rebs                                  | 6 Garbajosa                           | Sinan Erdem Spor Salonu, Estambul Árbitro(s): Estévez, Pablo Alberto Kennedy, William Gene Aylen, Michael Asistencia: 15.000 espectadores |  |
| Teodosić 8                            | Asists                                | 5 Navarro                             | Sinan Erdem Spor Salonu, Estambul Árbitro(s): Estévez, Pablo Alberto Kennedy, William Gene Aylen, Michael Asistencia: 15.000 espectadores |  |

| 8 de septiembre, 21:00                | Turquía                               | 95 - 68                               | Eslovenia |  |
| Reporte                               |                                       |                                       | |  |
| Parciales: 27-14, 23-17, 21-12, 24-25 | Parciales: 27-14, 23-17, 21-12, 24-25 | Parciales: 27-14, 23-17, 21-12, 24-25 | Sinan Erdem Spor Salonu, Estambul Árbitro(s): Carrión, José Aníbal Jordan, Anthony Dewayne Maranho, Cristiano Jesus Asistencia: 15.000 espectadores |  |
| Ilyasova 19                           | Pts                                   | 16 Nachbar Bečirovič                  | Sinan Erdem Spor Salonu, Estambul Árbitro(s): Carrión, José Aníbal Jordan, Anthony Dewayne Maranho, Cristiano Jesus Asistencia: 15.000 espectadores |  |
| Ilyasova 5 Erden Aşık                 | Rebs                                  | 5 Brezec                              | Sinan Erdem Spor Salonu, Estambul Árbitro(s): Carrión, José Aníbal Jordan, Anthony Dewayne Maranho, Cristiano Jesus Asistencia: 15.000 espectadores |  |
| Türkoğlu 7                            | Asists                                | 6 Bečirovič                           | Sinan Erdem Spor Salonu, Estambul Árbitro(s): Carrión, José Aníbal Jordan, Anthony Dewayne Maranho, Cristiano Jesus Asistencia: 15.000 espectadores |  |

| 9 de septiembre, 18:00                | Estados Unidos                        | 89 - 79                               | Rusia |  |
| Reporte                               |                                       |                                       | |  |
| Parciales: 25-25, 19-14, 26-17, 19-23 | Parciales: 25-25, 19-14, 26-17, 19-23 | Parciales: 25-25, 19-14, 26-17, 19-23 | Sinan Erdem Spor Salonu, Estambul Árbitro(s): Mercedes Sánchez, Reynaldo Antonio Martín, José Zamojski, Jakub Asistencia: 15.000 espectadores |  |
| Durant 33                             | Pts                                   | 17 Bykov                              | Sinan Erdem Spor Salonu, Estambul Árbitro(s): Mercedes Sánchez, Reynaldo Antonio Martín, José Zamojski, Jakub Asistencia: 15.000 espectadores |  |
| Odom 12                               | Rebs                                  | 12 Vorontsevich                       | Sinan Erdem Spor Salonu, Estambul Árbitro(s): Mercedes Sánchez, Reynaldo Antonio Martín, José Zamojski, Jakub Asistencia: 15.000 espectadores |  |
| Billups 5                             | Asists                                | 5 Khvostov                            | Sinan Erdem Spor Salonu, Estambul Árbitro(s): Mercedes Sánchez, Reynaldo Antonio Martín, José Zamojski, Jakub Asistencia: 15.000 espectadores |  |

| 9 de septiembre, 21:00                | Lituania                              | 104 - 85                              | Argentina |  |
| Reporte                               |                                       |                                       | |  |
| Parciales: 28-18, 22-12, 35-23, 19-32 | Parciales: 28-18, 22-12, 35-23, 19-32 | Parciales: 28-18, 22-12, 35-23, 19-32 | Sinan Erdem Spor Salonu, Estambul Árbitro(s): Vazquez, Jorge Cerebuch, Guerrino Butler, Scott Jason Asistencia: 15.000 espectadores |  |
| Jasaitis 19                           | Pts                                   | 25 Delfino                            | Sinan Erdem Spor Salonu, Estambul Árbitro(s): Vazquez, Jorge Cerebuch, Guerrino Butler, Scott Jason Asistencia: 15.000 espectadores |  |
| Kleiza 9                              | Rebs                                  | 5 Oberto Jasen                        | Sinan Erdem Spor Salonu, Estambul Árbitro(s): Vazquez, Jorge Cerebuch, Guerrino Butler, Scott Jason Asistencia: 15.000 espectadores |  |
| Jankūnas 5 Kalnietis                  | Asists                                | 6 Prigioni                            | Sinan Erdem Spor Salonu, Estambul Árbitro(s): Vazquez, Jorge Cerebuch, Guerrino Butler, Scott Jason Asistencia: 15.000 espectadores |  |

#### Definición puestos 5.º-8.º
|  | Eliminatoria del 5.º al 8.º | Eliminatoria del 5.º al 8.º |    |                  | 5.º y 6.º        | 5.º y 6.º |  |
|  |                             |                             |    |                  |                  |           |  |
|  | 10 de septiembre            |                             |    |                  |                  |           |  |
|  | España                      | 97                          |    |                  |                  |           |  |
|  | Eslovenia                   | 80                          |    |                  |                  |           |  |
|  |                             |                             |    |                  |                  |           |  |
|  |                             |                             |    |                  | 12 de septiembre |           |  |
|  |                             |                             |    |                  | España           | 81        |  |
|  |                             | Argentina                   | 86 |                  |                  |           |  |
|  |                             |                             |    |                  |                  |           |  |
|  |                             |                             |    |                  |                  |           |  |
|  |                             |                             |    |                  | 7.º y 8.º        |           |  |
|  | 10 de septiembre            | 10 de septiembre            |    | 11 de septiembre | 11 de septiembre |           |  |
|  | Rusia                       | 61                          |    | Eslovenia        | 78               |           |  |
|  | Argentina                   | 73                          |    |                  | Rusia            | 83        |  |

##### Primera ronda
| 10 de septiembre, 18:00               | España                                | 97 - 80                               | Eslovenia |  |
| Reporte                               |                                       |                                       | |  |
| Parciales: 16-23, 22-18, 26-21, 33-18 | Parciales: 16-23, 22-18, 26-21, 33-18 | Parciales: 16-23, 22-18, 26-21, 33-18 | Sinan Erdem Spor Salonu, Estambul Árbitro(s): Brazauskas, Romualdas Biricik, Murat Latisevs, Olegs Asistencia: 15.000 espectadores |  |
| Navarro 26                            | Pts                                   | 19 Lakovič Dragić                     | Sinan Erdem Spor Salonu, Estambul Árbitro(s): Brazauskas, Romualdas Biricik, Murat Latisevs, Olegs Asistencia: 15.000 espectadores |  |
| Reyes 10                              | Rebs                                  | 9 Brezec                              | Sinan Erdem Spor Salonu, Estambul Árbitro(s): Brazauskas, Romualdas Biricik, Murat Latisevs, Olegs Asistencia: 15.000 espectadores |  |
| Navarro 7                             | Asists                                | 4 Lakovič                             | Sinan Erdem Spor Salonu, Estambul Árbitro(s): Brazauskas, Romualdas Biricik, Murat Latisevs, Olegs Asistencia: 15.000 espectadores |  |

| 10 de septiembre, 21:00              | Rusia                                | 61 - 73                              | Argentina |  |
| Reporte                              |                                      |                                      | |  |
| Parciales: 11-15, 22-21, 19-18, 9-19 | Parciales: 11-15, 22-21, 19-18, 9-19 | Parciales: 11-15, 22-21, 19-18, 9-19 | Sinan Erdem Spor Salonu, Estambul Árbitro(s): Jordan, Anthony Dewayne Dozai, Srdan Viator, Eddie Asistencia: 15.000 espectadores |  |
| Monia 17                             | Pts                                  | 27 Scola                             | Sinan Erdem Spor Salonu, Estambul Árbitro(s): Jordan, Anthony Dewayne Dozai, Srdan Viator, Eddie Asistencia: 15.000 espectadores |  |
| Mozgov 11                            | Rebs                                 | 7 Delfino                            | Sinan Erdem Spor Salonu, Estambul Árbitro(s): Jordan, Anthony Dewayne Dozai, Srdan Viator, Eddie Asistencia: 15.000 espectadores |  |
| Ponkrashov 4                         | Asists                               | 5 Prigioni                           | Sinan Erdem Spor Salonu, Estambul Árbitro(s): Jordan, Anthony Dewayne Dozai, Srdan Viator, Eddie Asistencia: 15.000 espectadores |  |

##### Séptimo puesto
| 11 de septiembre, 15:00              | Eslovenia                            | 78 - 83                              | Rusia |  |
| Reporte                              |                                      |                                      | |  |
| Parciales: 23-21, 14-9, 22-22, 19-31 | Parciales: 23-21, 14-9, 22-22, 19-31 | Parciales: 23-21, 14-9, 22-22, 19-31 | Sinan Erdem Spor Salonu, Estambul Árbitro(s): Cerebuch, Guerrino Ankarali, Recep Rocha, Fernando Asistencia: 15.000 espectadores |  |
| Nachbar 20                           | Pts                                  | 19 Mozgov                            | Sinan Erdem Spor Salonu, Estambul Árbitro(s): Cerebuch, Guerrino Ankarali, Recep Rocha, Fernando Asistencia: 15.000 espectadores |  |
| Slokar 7                             | Rebs                                 | 7 Monia                              | Sinan Erdem Spor Salonu, Estambul Árbitro(s): Cerebuch, Guerrino Ankarali, Recep Rocha, Fernando Asistencia: 15.000 espectadores |  |
| Dragić 7                             | Asists                               | 7 Bykov                              | Sinan Erdem Spor Salonu, Estambul Árbitro(s): Cerebuch, Guerrino Ankarali, Recep Rocha, Fernando Asistencia: 15.000 espectadores |  |

##### Quinto puesto
| 12 de septiembre, 15:00                | España                                | 81 - 86                               | Argentina |  |
| Reporte                                |                                       |                                       | |  |
| Parciales: 16-23, 16-26, 30-16, 19-21  | Parciales: 16-23, 16-26, 30-16, 19-21 | Parciales: 16-23, 16-26, 30-16, 19-21 | Sinan Erdem Spor Salonu, Estambul Árbitro(s): Carrión, José Aníbal Butler, Scott Jason Belosevic, Ilija Asistencia: 15.000 espectadores |  |
| Fernández 31                           | Pts                                   | 27 Delfino                            | Sinan Erdem Spor Salonu, Estambul Árbitro(s): Carrión, José Aníbal Butler, Scott Jason Belosevic, Ilija Asistencia: 15.000 espectadores |  |
| Gasol 10                               | Rebs                                  | 11 Scola                              | Sinan Erdem Spor Salonu, Estambul Árbitro(s): Carrión, José Aníbal Butler, Scott Jason Belosevic, Ilija Asistencia: 15.000 espectadores |  |
| Navarro 3 Fernández San Emeterio Llull | Asists                                | 7 Prigioni                            | Sinan Erdem Spor Salonu, Estambul Árbitro(s): Carrión, José Aníbal Butler, Scott Jason Belosevic, Ilija Asistencia: 15.000 espectadores |  |

### Semifinales
| 11 de septiembre, 21:30               | Serbia                                | 82 - 83                               | Turquía |  |
| Reporte                               |                                       |                                       | |  |
| Parciales: 20-17, 22-18, 21-25, 19-23 | Parciales: 20-17, 22-18, 21-25, 19-23 | Parciales: 20-17, 22-18, 21-25, 19-23 | Sinan Erdem Spor Salonu, Estambul Árbitro(s): Carrión, José Aníbal Estévez, Pablo Alberto Mercedes Sánchez, Reynaldo Antonio Asistencia: 15.000 espectadores |  |
| Kešelj 18                             | Pts                                   | 16 Türkoğlu                           | Sinan Erdem Spor Salonu, Estambul Árbitro(s): Carrión, José Aníbal Estévez, Pablo Alberto Mercedes Sánchez, Reynaldo Antonio Asistencia: 15.000 espectadores |  |
| Krstić 7 Kešelj                       | Rebs                                  | 7 Aşık                                | Sinan Erdem Spor Salonu, Estambul Árbitro(s): Carrión, José Aníbal Estévez, Pablo Alberto Mercedes Sánchez, Reynaldo Antonio Asistencia: 15.000 espectadores |  |
| Teodosić 11                           | Asists                                | 5 Tunçeri                             | Sinan Erdem Spor Salonu, Estambul Árbitro(s): Carrión, José Aníbal Estévez, Pablo Alberto Mercedes Sánchez, Reynaldo Antonio Asistencia: 15.000 espectadores |  |

| 11 de septiembre, 19:00               | Estados Unidos                        | 89 - 74                                   | Lituania |  |
| Reporte                               |                                       |                                           | |  |
| Parciales: 23-12, 19-15, 23-26, 24-21 | Parciales: 23-12, 19-15, 23-26, 24-21 | Parciales: 23-12, 19-15, 23-26, 24-21     | Sinan Erdem Spor Salonu, Estambul Árbitro(s): Jungebrand, Carl Fornies Benito, Marcos Pukl, Sasa Asistencia: 15.000 espectadores |  |
| Durant 38                             | Pts                                   | 15 Javtokas                               | Sinan Erdem Spor Salonu, Estambul Árbitro(s): Jungebrand, Carl Fornies Benito, Marcos Pukl, Sasa Asistencia: 15.000 espectadores |  |
| Odom 10                               | Rebs                                  | 9 Javtokas                                | Sinan Erdem Spor Salonu, Estambul Árbitro(s): Jungebrand, Carl Fornies Benito, Marcos Pukl, Sasa Asistencia: 15.000 espectadores |  |
| Rose 3 Billups Westbrook              | Asists                                | 2 Mačiulis Kalnietis Pocius Delininkaitis | Sinan Erdem Spor Salonu, Estambul Árbitro(s): Jungebrand, Carl Fornies Benito, Marcos Pukl, Sasa Asistencia: 15.000 espectadores |  |

#### Tercer puesto
| 12 de septiembre, 19:00               | Serbia                                | 88 - 99                               | Lituania |  |
| Reporte                               |                                       |                                       | |  |
| Parciales: 22-23, 16-25, 16-24, 34-27 | Parciales: 22-23, 16-25, 16-24, 34-27 | Parciales: 22-23, 16-25, 16-24, 34-27 | Sinan Erdem Spor Salonu, Estambul Árbitro(s): Vazquez, Jorge Jordan, Anthony Dewayne Christodoulou, Christos Asistencia: 15.000 espectadores |  |
| Veličković 18                         | Pts                                   | 33 Kleiza                             | Sinan Erdem Spor Salonu, Estambul Árbitro(s): Vazquez, Jorge Jordan, Anthony Dewayne Christodoulou, Christos Asistencia: 15.000 espectadores |  |
| Krstić 8                              | Rebs                                  | 10 Jasaitis                           | Sinan Erdem Spor Salonu, Estambul Árbitro(s): Vazquez, Jorge Jordan, Anthony Dewayne Christodoulou, Christos Asistencia: 15.000 espectadores |  |
| Rašić 10                              | Asists                                | 5 Kalnietis                           | Sinan Erdem Spor Salonu, Estambul Árbitro(s): Vazquez, Jorge Jordan, Anthony Dewayne Christodoulou, Christos Asistencia: 15.000 espectadores |  |

### Final
| 12 de septiembre, 21:30               | Turquía                               | 64 - 81                               | Estados Unidos |  |
| Reporte                               |                                       |                                       | |  |
| Parciales: 17-22, 15-20, 16-19, 16-20 | Parciales: 17-22, 15-20, 16-19, 16-20 | Parciales: 17-22, 15-20, 16-19, 16-20 | Sinan Erdem Spor Salonu, Estambul Árbitro(s): Maranho, Cristiano Jesus Lamonica, Luigi Arteaga, Juan Asistencia: 15.000 espectadores |  |
| Türkoğlu 16                           | Pts                                   | 28 Durant                             | Sinan Erdem Spor Salonu, Estambul Árbitro(s): Maranho, Cristiano Jesus Lamonica, Luigi Arteaga, Juan Asistencia: 15.000 espectadores |  |
| Ilyasova 11                           | Rebs                                  | 11 Odom                               | Sinan Erdem Spor Salonu, Estambul Árbitro(s): Maranho, Cristiano Jesus Lamonica, Luigi Arteaga, Juan Asistencia: 15.000 espectadores |  |
| Tunçeri 5                             | Asists                                | 6 Rose                                | Sinan Erdem Spor Salonu, Estambul Árbitro(s): Maranho, Cristiano Jesus Lamonica, Luigi Arteaga, Juan Asistencia: 15.000 espectadores |  |

|                                   |
| Bandera de Estados Unidos         |
| Campeón Estados Unidos 4.º título |

## Plantilla de los equipos medallistas
1 Estados Unidos: Chauncey Billups, Kevin Durant, Derrick Rose, Russell Westbrook, Rudy Gay, Andre Iguodala, Danny Granger, Stephen Curry, Eric Gordon, Kevin Love, Lamar Odom, Tyson Chandler. Entrenador: Mike Krzyzewski.
2 Turquía: Cenk Akyol, Sinan Güler, Barış Ermiş, Ömer Onan, Ersan İlyasova, Semih Erden, Kerem Tunçeri, Oğuz Savaş, Kerem Gönlüm, Ender Arslan, Ömer Aşık, Hedo Türkoğlu (Entrenador: Bogdan Tanjević)
3 Lituania: Linas Kleiza, Mantas Kalnietis, Martynas Pocius, Jonas Mačiulis, Simas Jasaitis, Tomas Delininkaitis, Paulius Jankūnas, Martynas Gecevičius, Tadas Klimavičius, Robertas Javtokas, Martynas Andriuškevičius, Renaldas Seibutis (Coach: Kęstutis Kemzūra)

## Galardones y estadísticas
- MVP :

 Kevin Durant (USA)
- Quinteto ideal :

 Kevin Durant (USA)
 Miloš Teodosić (SRB)
 Hidayet Türkoğlu (TUR)
 Linas Kleiza (LIT)
 Luis Scola (ARG)

### Posiciones globales
|                   | Equipo          | Pts | PG | PP | PF  | PC  | Dif  | Pct   |
| ----------------- | --------------- | --- | -- | -- | --- | --- | ---- | ----- |
| Medalla de oro    | Estados Unidos  | 18  | 9  | 0  | 835 | 614 | 221  | 1.000 |
| Medalla de plata  | Turquía         | 17  | 8  | 1  | 730 | 593 | 137  | 0.889 |
| Medalla de bronce | Lituania        | 17  | 8  | 1  | 746 | 670 | 76   | 0.889 |
| 4                 | Serbia          | 15  | 6  | 3  | 800 | 699 | 101  | 0.667 |
| 5                 | Argentina       | 16  | 7  | 2  | 750 | 714 | 36   | 0.778 |
| 6                 | España          | 14  | 5  | 4  | 767 | 686 | 81   | 0.556 |
| 7                 | Rusia           | 15  | 6  | 3  | 666 | 642 | 24   | 0.667 |
| 8                 | Eslovenia       | 14  | 5  | 4  | 706 | 709 | −3   | 0.556 |
| 9                 | Brasil          | 9   | 3  | 3  | 487 | 447 | 40   | 0.500 |
| 10                | Grecia          | 9   | 3  | 3  | 475 | 450 | 25   | 0.500 |
| 11                | Australia       | 9   | 3  | 3  | 439 | 428 | 11   | 0.500 |
| 12                | Nueva Zelanda   | 9   | 3  | 3  | 480 | 478 | 2    | 0.500 |
| 13                | Francia         | 9   | 3  | 3  | 428 | 434 | −6   | 0.500 |
| 14                | Croacia         | 8   | 2  | 4  | 467 | 480 | −13  | 0.333 |
| 15                | Angola          | 8   | 2  | 4  | 406 | 535 | −129 | 0.333 |
| 16                | China           | 7   | 1  | 5  | 427 | 500 | −73  | 0.167 |
| 17                | Alemania        | 7   | 2  | 3  | 378 | 402 | −24  | 0.400 |
| 18                | Puerto Rico     | 6   | 1  | 4  | 386 | 401 | −15  | 0.200 |
| 19                | Irán            | 6   | 1  | 4  | 301 | 367 | −66  | 0.200 |
| 20                | Costa de Marfil | 6   | 1  | 4  | 334 | 417 | −83  | 0.200 |
| 21                | Líbano          | 6   | 1  | 4  | 339 | 440 | −101 | 0.200 |
| 22                | Canadá          | 5   | 0  | 5  | 330 | 379 | −49  | 0.000 |
| 23                | Jordania        | 5   | 0  | 5  | 361 | 446 | −85  | 0.000 |
| 24                | Túnez           | 5   | 0  | 5  | 300 | 407 | −107 | 0.000 |

### Líderes

#### Puntos
|   | Jugador        | J | Pts | Prom |
| - | -------------- | - | --- | ---- |
| 1 | Luis Scola     | 9 | 244 | 27,1 |
| 2 | Kirk Penney    | 6 | 148 | 24,7 |
| 3 | Kevin Durant   | 9 | 205 | 22,8 |
| 4 | Carlos Delfino | 9 | 185 | 20,6 |
| 5 | Yi Jianlian    | 5 | 101 | 20,2 |

#### Rebotes
|   | Jugador       | J | Def | Ofe | Tot | Prom |
| - | ------------- | - | --- | --- | --- | ---- |
| 1 | Yi Jianlian   | 5 | 37  | 14  | 51  | 10,2 |
| 2 | Hamed Haddadi | 5 | 26  | 17  | 43  | 8,6  |
| 3 | Zaid Abbas    | 5 | 20  | 22  | 42  | 8,4  |
| 4 | Luis Scola    | 9 | 46  | 25  | 71  | 7,9  |
| 5 | Lamar Odom    | 9 | 45  | 24  | 69  | 7,7  |

#### Asistencias
|   | Jugador            | J | Asis | Prom |
| - | ------------------ | - | ---- | ---- |
| 1 | Pablo Prigioni     | 9 | 58   | 6,4  |
| 2 | Marcelinho Huertas | 6 | 35   | 5,8  |
| 3 | Miloš Teodosić     | 7 | 39   | 5,6  |
| 4 | Osama Daghles      | 5 | 28   | 5,6  |
| 5 | José Juan Barea    | 5 | 27   | 5,4  |